# Llista d'asteroides (143001-144000)
Llista d'asteroides del 143001 al 144000, amb data de descoberta i descobridor. És un fragment de la llista d'asteroides completa. Als asteroides se'ls dona un número quan es confirma la seva òrbita, per tant apareixen llistats aproximadament segons la data de descobriment.
Contingut: 143001... 143101... 143201... 143301... 143401... 143501... 143601... 143701... 143801... 143901... 

| Nom                | Designació provisional | Data de descobriment   | Lloc de descobriment | Descobridor/s               |
| 143001-143100      | 143001-143100          | 143001-143100          | 143001-143100        | 143001-143100               |
| ------------------ | ---------------------- | ---------------------- | -------------------- | --------------------------- |
| 143001 -           | 2002 VO101             | 11 de novembre de 2002 | Socorro              | LINEAR                      |
| 143002 -           | 2002 VQ101             | 11 de novembre de 2002 | Socorro              | LINEAR                      |
| 143003 -           | 2002 VC102             | 11 de novembre de 2002 | Socorro              | LINEAR                      |
| 143004 -           | 2002 VD103             | 12 de novembre de 2002 | Socorro              | LINEAR                      |
| 143005 -           | 2002 VG103             | 12 de novembre de 2002 | Socorro              | LINEAR                      |
| 143006 -           | 2002 VK103             | 12 de novembre de 2002 | Socorro              | LINEAR                      |
| 143007 -           | 2002 VO103             | 12 de novembre de 2002 | Socorro              | LINEAR                      |
| 143008 -           | 2002 VQ103             | 12 de novembre de 2002 | Socorro              | LINEAR                      |
| 143009 -           | 2002 VX103             | 12 de novembre de 2002 | Socorro              | LINEAR                      |
| 143010 -           | 2002 VB104             | 12 de novembre de 2002 | Socorro              | LINEAR                      |
| 143011 -           | 2002 VJ104             | 12 de novembre de 2002 | Socorro              | LINEAR                      |
| 143012 -           | 2002 VG105             | 12 de novembre de 2002 | Socorro              | LINEAR                      |
| 143013 -           | 2002 VJ106             | 12 de novembre de 2002 | Socorro              | LINEAR                      |
| 143014 -           | 2002 VT106             | 12 de novembre de 2002 | Socorro              | LINEAR                      |
| 143015 -           | 2002 VN108             | 12 de novembre de 2002 | Socorro              | LINEAR                      |
| 143016 -           | 2002 VQ108             | 12 de novembre de 2002 | Socorro              | LINEAR                      |
| 143017 -           | 2002 VW108             | 12 de novembre de 2002 | Socorro              | LINEAR                      |
| 143018 -           | 2002 VA109             | 12 de novembre de 2002 | Socorro              | LINEAR                      |
| 143019 -           | 2002 VC109             | 12 de novembre de 2002 | Socorro              | LINEAR                      |
| 143020 -           | 2002 VF110             | 12 de novembre de 2002 | Socorro              | LINEAR                      |
| 143021 -           | 2002 VG110             | 12 de novembre de 2002 | Socorro              | LINEAR                      |
| 143022 -           | 2002 VO110             | 12 de novembre de 2002 | Socorro              | LINEAR                      |
| 143023 -           | 2002 VV110             | 13 de novembre de 2002 | Palomar              | NEAT                        |
| 143024 -           | 2002 VO112             | 13 de novembre de 2002 | Palomar              | NEAT                        |
| 143025 -           | 2002 VA113             | 13 de novembre de 2002 | Palomar              | NEAT                        |
| 143026 -           | 2002 VC114             | 13 de novembre de 2002 | Palomar              | NEAT                        |
| 143027 -           | 2002 VN114             | 13 de novembre de 2002 | Palomar              | NEAT                        |
| 143028 -           | 2002 VK115             | 11 de novembre de 2002 | Anderson Mesa        | LONEOS                      |
| 143029 -           | 2002 VZ118             | 12 de novembre de 2002 | Socorro              | LINEAR                      |
| 143030 -           | 2002 VD119             | 12 de novembre de 2002 | Socorro              | LINEAR                      |
| 143031 -           | 2002 VH119             | 12 de novembre de 2002 | Socorro              | LINEAR                      |
| 143032 -           | 2002 VO119             | 12 de novembre de 2002 | Socorro              | LINEAR                      |
| 143033 -           | 2002 VN121             | 13 de novembre de 2002 | Socorro              | LINEAR                      |
| 143034 -           | 2002 VQ121             | 13 de novembre de 2002 | Socorro              | LINEAR                      |
| 143035 -           | 2002 VS121             | 13 de novembre de 2002 | Palomar              | NEAT                        |
| 143036 -           | 2002 VT121             | 13 de novembre de 2002 | Palomar              | NEAT                        |
| 143037 -           | 2002 VU121             | 13 de novembre de 2002 | Palomar              | NEAT                        |
| 143038 -           | 2002 VE122             | 13 de novembre de 2002 | Palomar              | NEAT                        |
| 143039 -           | 2002 VF122             | 13 de novembre de 2002 | Palomar              | NEAT                        |
| 143040 -           | 2002 VX123             | 14 de novembre de 2002 | Socorro              | LINEAR                      |
| 143041 -           | 2002 VB127             | 13 de novembre de 2002 | Palomar              | NEAT                        |
| 143042 -           | 2002 VW127             | 14 de novembre de 2002 | Palomar              | NEAT                        |
| 143043 -           | 2002 VH128             | 14 de novembre de 2002 | Socorro              | LINEAR                      |
| 143044 -           | 2002 VO128             | 14 de novembre de 2002 | Socorro              | LINEAR                      |
| 143045 -           | 2002 VJ129             | 6 de novembre de 2002  | Socorro              | LINEAR                      |
| 143046 -           | 2002 VR131             | 5 de novembre de 2002  | Nyukasa              | Nyukasa                     |
| 143047 -           | 2002 VW131             | 5 de novembre de 2002  | Nyukasa              | Nyukasa                     |
| 143048 -           | 2002 VR132             | 2 de novembre de 2002  | La Palma             | La Palma                    |
| 143049 -           | 2002 VY134             | 7 de novembre de 2002  | Anderson Mesa        | LONEOS                      |
| 143050 -           | 2002 VM135             | 7 de novembre de 2002  | Socorro              | LINEAR                      |
| 143051 -           | 2002 WO1               | 23 de novembre de 2002 | Palomar              | NEAT                        |
| 143052 -           | 2002 WY2               | 24 de novembre de 2002 | Wrightwood           | J. W. Young                 |
| 143053 -           | 2002 WG3               | 24 de novembre de 2002 | Palomar              | NEAT                        |
| 143054 -           | 2002 WH5               | 24 de novembre de 2002 | Palomar              | NEAT                        |
| 143055 -           | 2002 WQ5               | 23 de novembre de 2002 | Palomar              | NEAT                        |
| 143056 -           | 2002 WB6               | 24 de novembre de 2002 | Palomar              | NEAT                        |
| 143057 -           | 2002 WO8               | 24 de novembre de 2002 | Palomar              | NEAT                        |
| 143058 -           | 2002 WT8               | 24 de novembre de 2002 | Palomar              | NEAT                        |
| 143059 -           | 2002 WQ10              | 24 de novembre de 2002 | Palomar              | NEAT                        |
| 143060 -           | 2002 WF11              | 27 de novembre de 2002 | Anderson Mesa        | LONEOS                      |
| 143061 -           | 2002 WH11              | 23 de novembre de 2002 | Palomar              | NEAT                        |
| 143062 -           | 2002 WK11              | 26 de novembre de 2002 | Kitt Peak            | Spacewatch                  |
| 143063 -           | 2002 WZ11              | 27 de novembre de 2002 | Anderson Mesa        | LONEOS                      |
| 143064 -           | 2002 WC12              | 27 de novembre de 2002 | Anderson Mesa        | LONEOS                      |
| 143065 -           | 2002 WF12              | 27 de novembre de 2002 | Anderson Mesa        | LONEOS                      |
| 143066 -           | 2002 WZ13              | 28 de novembre de 2002 | Anderson Mesa        | LONEOS                      |
| 143067 -           | 2002 WM14              | 28 de novembre de 2002 | Anderson Mesa        | LONEOS                      |
| 143068 -           | 2002 WC15              | 28 de novembre de 2002 | Anderson Mesa        | LONEOS                      |
| 143069 -           | 2002 WM15              | 28 de novembre de 2002 | Anderson Mesa        | LONEOS                      |
| 143070 -           | 2002 WB16              | 28 de novembre de 2002 | Anderson Mesa        | LONEOS                      |
| 143071 -           | 2002 WE16              | 28 de novembre de 2002 | Haleakala            | NEAT                        |
| 143072 -           | 2002 WJ16              | 28 de novembre de 2002 | Haleakala            | NEAT                        |
| 143073 -           | 2002 WD17              | 28 de novembre de 2002 | Haleakala            | NEAT                        |
| 143074 -           | 2002 WK19              | 25 de novembre de 2002 | Palomar              | S. F. Hönig                 |
| 143075 -           | 2002 WP20              | 29 de novembre de 2002 | Farpoint             | Farpoint                    |
| 143076 -           | 2002 WE21              | 24 de novembre de 2002 | Palomar              | NEAT                        |
| 143077 -           | 2002 XX1               | 1 de desembre de 2002  | Socorro              | LINEAR                      |
| 143078 -           | 2002 XM2               | 1 de desembre de 2002  | Socorro              | LINEAR                      |
| 143079 -           | 2002 XC3               | 1 de desembre de 2002  | Socorro              | LINEAR                      |
| 143080 -           | 2002 XQ3               | 2 de desembre de 2002  | Socorro              | LINEAR                      |
| 143081 -           | 2002 XC5               | 1 de desembre de 2002  | Socorro              | LINEAR                      |
| 143082 -           | 2002 XJ6               | 1 de desembre de 2002  | Socorro              | LINEAR                      |
| 143083 -           | 2002 XV6               | 1 de desembre de 2002  | Haleakala            | NEAT                        |
| 143084 -           | 2002 XX6               | 1 de desembre de 2002  | Haleakala            | NEAT                        |
| 143085 -           | 2002 XQ7               | 2 de desembre de 2002  | Socorro              | LINEAR                      |
| 143086 -           | 2002 XN8               | 2 de desembre de 2002  | Socorro              | LINEAR                      |
| 143087 -           | 2002 XP9               | 2 de desembre de 2002  | Socorro              | LINEAR                      |
| 143088 -           | 2002 XT9               | 2 de desembre de 2002  | Socorro              | LINEAR                      |
| 143089 -           | 2002 XZ9               | 2 de desembre de 2002  | Socorro              | LINEAR                      |
| 143090 -           | 2002 XC10              | 2 de desembre de 2002  | Socorro              | LINEAR                      |
| 143091 -           | 2002 XB13              | 3 de desembre de 2002  | Haleakala            | NEAT                        |
| 143092 -           | 2002 XD13              | 3 de desembre de 2002  | Haleakala            | NEAT                        |
| 143093 -           | 2002 XD14              | 5 de desembre de 2002  | Socorro              | LINEAR                      |
| 143094 -           | 2002 XA15              | 7 de desembre de 2002  | Desert Eagle         | W. K. Y. Yeung              |
| 143095 -           | 2002 XB15              | 7 de desembre de 2002  | Desert Eagle         | W. K. Y. Yeung              |
| 143096 -           | 2002 XJ15              | 2 de desembre de 2002  | Socorro              | LINEAR                      |
| 143097 -           | 2002 XN17              | 5 de desembre de 2002  | Socorro              | LINEAR                      |
| 143098 -           | 2002 XF18              | 5 de desembre de 2002  | Socorro              | LINEAR                      |
| 143099 -           | 2002 XW18              | 5 de desembre de 2002  | Socorro              | LINEAR                      |
| 143100 -           | 2002 XQ19              | 2 de desembre de 2002  | Socorro              | LINEAR                      |
| 143101-143200      |                        |                        |                      |                             |
| 143101 -           | 2002 XB20              | 2 de desembre de 2002  | Socorro              | LINEAR                      |
| 143102 -           | 2002 XS20              | 2 de desembre de 2002  | Socorro              | LINEAR                      |
| 143103 -           | 2002 XK21              | 2 de desembre de 2002  | Socorro              | LINEAR                      |
| 143104 -           | 2002 XL21              | 2 de desembre de 2002  | Socorro              | LINEAR                      |
| 143105 -           | 2002 XS21              | 2 de desembre de 2002  | Socorro              | LINEAR                      |
| 143106 -           | 2002 XN22              | 3 de desembre de 2002  | Palomar              | NEAT                        |
| 143107 -           | 2002 XU23              | 5 de desembre de 2002  | Palomar              | NEAT                        |
| 143108 -           | 2002 XV23              | 5 de desembre de 2002  | Socorro              | LINEAR                      |
| 143109 -           | 2002 XL24              | 5 de desembre de 2002  | Socorro              | LINEAR                      |
| 143110 -           | 2002 XP24              | 5 de desembre de 2002  | Socorro              | LINEAR                      |
| 143111 -           | 2002 XS24              | 5 de desembre de 2002  | Socorro              | LINEAR                      |
| 143112 -           | 2002 XW24              | 5 de desembre de 2002  | Socorro              | LINEAR                      |
| 143113 -           | 2002 XJ25              | 5 de desembre de 2002  | Socorro              | LINEAR                      |
| 143114 -           | 2002 XK26              | 3 de desembre de 2002  | Palomar              | NEAT                        |
| 143115 -           | 2002 XG27              | 5 de desembre de 2002  | Socorro              | LINEAR                      |
| 143116 -           | 2002 XT27              | 5 de desembre de 2002  | Socorro              | LINEAR                      |
| 143117 -           | 2002 XZ27              | 5 de desembre de 2002  | Socorro              | LINEAR                      |
| 143118 -           | 2002 XJ28              | 5 de desembre de 2002  | Socorro              | LINEAR                      |
| 143119 -           | 2002 XL28              | 5 de desembre de 2002  | Socorro              | LINEAR                      |
| 143120 -           | 2002 XQ28              | 5 de desembre de 2002  | Socorro              | LINEAR                      |
| 143121 -           | 2002 XF29              | 5 de desembre de 2002  | Kitt Peak            | Spacewatch                  |
| 143122 -           | 2002 XH31              | 6 de desembre de 2002  | Socorro              | LINEAR                      |
| 143123 -           | 2002 XS31              | 6 de desembre de 2002  | Socorro              | LINEAR                      |
| 143124 -           | 2002 XU31              | 6 de desembre de 2002  | Socorro              | LINEAR                      |
| 143125 -           | 2002 XY31              | 6 de desembre de 2002  | Socorro              | LINEAR                      |
| 143126 -           | 2002 XV32              | 6 de desembre de 2002  | Socorro              | LINEAR                      |
| 143127 -           | 2002 XW32              | 6 de desembre de 2002  | Socorro              | LINEAR                      |
| 143128 -           | 2002 XU33              | 5 de desembre de 2002  | Socorro              | LINEAR                      |
| 143129 -           | 2002 XA34              | 5 de desembre de 2002  | Socorro              | LINEAR                      |
| 143130 -           | 2002 XF34              | 5 de desembre de 2002  | Socorro              | LINEAR                      |
| 143131 -           | 2002 XE35              | 7 de desembre de 2002  | Kitt Peak            | Spacewatch                  |
| 143132 -           | 2002 XN35              | 5 de desembre de 2002  | Socorro              | LINEAR                      |
| 143133 -           | 2002 XB36              | 5 de desembre de 2002  | Socorro              | LINEAR                      |
| 143134 -           | 2002 XS37              | 8 de desembre de 2002  | Palomar              | NEAT                        |
| 143135 -           | 2002 XY37              | 6 de desembre de 2002  | Socorro              | LINEAR                      |
| 143136 -           | 2002 XC38              | 6 de desembre de 2002  | Socorro              | LINEAR                      |
| 143137 -           | 2002 XK38              | 6 de desembre de 2002  | Socorro              | LINEAR                      |
| 143138 -           | 2002 XU38              | 7 de desembre de 2002  | Socorro              | LINEAR                      |
| 143139 -           | 2002 XC39              | 7 de desembre de 2002  | Ondřejov             | P. Pravec, P. Kušnirák      |
| 143140 -           | 2002 XT39              | 10 de desembre de 2002 | Socorro              | LINEAR                      |
| 143141 -           | 2002 XY40              | 6 de desembre de 2002  | Socorro              | LINEAR                      |
| 143142 -           | 2002 XF41              | 6 de desembre de 2002  | Socorro              | LINEAR                      |
| 143143 -           | 2002 XH41              | 6 de desembre de 2002  | Socorro              | LINEAR                      |
| 143144 -           | 2002 XU41              | 6 de desembre de 2002  | Socorro              | LINEAR                      |
| 143145 -           | 2002 XC42              | 6 de desembre de 2002  | Socorro              | LINEAR                      |
| 143146 -           | 2002 XL42              | 6 de desembre de 2002  | Socorro              | LINEAR                      |
| 143147 -           | 2002 XT42              | 8 de desembre de 2002  | Kitt Peak            | Spacewatch                  |
| 143148 -           | 2002 XO43              | 6 de desembre de 2002  | Socorro              | LINEAR                      |
| 143149 -           | 2002 XC44              | 6 de desembre de 2002  | Socorro              | LINEAR                      |
| 143150 -           | 2002 XJ45              | 10 de desembre de 2002 | Socorro              | LINEAR                      |
| 143151 -           | 2002 XC46              | 10 de desembre de 2002 | Palomar              | NEAT                        |
| 143152 -           | 2002 XE48              | 10 de desembre de 2002 | Socorro              | LINEAR                      |
| 143153 -           | 2002 XV48              | 10 de desembre de 2002 | Socorro              | LINEAR                      |
| 143154 -           | 2002 XA50              | 10 de desembre de 2002 | Socorro              | LINEAR                      |
| 143155 -           | 2002 XS50              | 10 de desembre de 2002 | Socorro              | LINEAR                      |
| 143156 -           | 2002 XC51              | 10 de desembre de 2002 | Socorro              | LINEAR                      |
| 143157 -           | 2002 XN51              | 10 de desembre de 2002 | Socorro              | LINEAR                      |
| 143158 -           | 2002 XO54              | 10 de desembre de 2002 | Palomar              | NEAT                        |
| 143159 -           | 2002 XR54              | 10 de desembre de 2002 | Palomar              | NEAT                        |
| 143160 -           | 2002 XP55              | 10 de desembre de 2002 | Palomar              | NEAT                        |
| 143161 -           | 2002 XA56              | 8 de desembre de 2002  | Haleakala            | NEAT                        |
| 143162 -           | 2002 XQ57              | 10 de desembre de 2002 | Palomar              | NEAT                        |
| 143163 -           | 2002 XY57              | 11 de desembre de 2002 | Socorro              | LINEAR                      |
| 143164 -           | 2002 XF58              | 11 de desembre de 2002 | Socorro              | LINEAR                      |
| 143165 -           | 2002 XO58              | 11 de desembre de 2002 | Socorro              | LINEAR                      |
| 143166 -           | 2002 XZ59              | 10 de desembre de 2002 | Socorro              | LINEAR                      |
| 143167 -           | 2002 XC60              | 10 de desembre de 2002 | Socorro              | LINEAR                      |
| 143168 -           | 2002 XO62              | 11 de desembre de 2002 | Socorro              | LINEAR                      |
| 143169 -           | 2002 XZ62              | 11 de desembre de 2002 | Socorro              | LINEAR                      |
| 143170 -           | 2002 XJ64              | 11 de desembre de 2002 | Socorro              | LINEAR                      |
| 143171 -           | 2002 XH65              | 12 de desembre de 2002 | Socorro              | LINEAR                      |
| 143172 -           | 2002 XA67              | 10 de desembre de 2002 | Kitt Peak            | Spacewatch                  |
| 143173 -           | 2002 XF67              | 10 de desembre de 2002 | Palomar              | NEAT                        |
| 143174 -           | 2002 XD68              | 11 de desembre de 2002 | Palomar              | NEAT                        |
| 143175 -           | 2002 XJ68              | 12 de desembre de 2002 | Palomar              | NEAT                        |
| 143176 -           | 2002 XB73              | 11 de desembre de 2002 | Socorro              | LINEAR                      |
| 143177 -           | 2002 XF73              | 11 de desembre de 2002 | Socorro              | LINEAR                      |
| 143178 -           | 2002 XN73              | 11 de desembre de 2002 | Socorro              | LINEAR                      |
| 143179 -           | 2002 XB74              | 11 de desembre de 2002 | Socorro              | LINEAR                      |
| 143180 -           | 2002 XE75              | 11 de desembre de 2002 | Socorro              | LINEAR                      |
| 143181 -           | 2002 XU75              | 11 de desembre de 2002 | Socorro              | LINEAR                      |
| 143182 -           | 2002 XL76              | 11 de desembre de 2002 | Socorro              | LINEAR                      |
| 143183 -           | 2002 XE77              | 11 de desembre de 2002 | Socorro              | LINEAR                      |
| 143184 -           | 2002 XK77              | 11 de desembre de 2002 | Socorro              | LINEAR                      |
| 143185 -           | 2002 XS77              | 11 de desembre de 2002 | Socorro              | LINEAR                      |
| 143186 -           | 2002 XP78              | 11 de desembre de 2002 | Socorro              | LINEAR                      |
| 143187 -           | 2002 XT78              | 11 de desembre de 2002 | Socorro              | LINEAR                      |
| 143188 -           | 2002 XW78              | 11 de desembre de 2002 | Socorro              | LINEAR                      |
| 143189 -           | 2002 XB79              | 11 de desembre de 2002 | Socorro              | LINEAR                      |
| 143190 -           | 2002 XQ80              | 11 de desembre de 2002 | Socorro              | LINEAR                      |
| 143191 -           | 2002 XO81              | 11 de desembre de 2002 | Socorro              | LINEAR                      |
| 143192 -           | 2002 XB83              | 13 de desembre de 2002 | Palomar              | NEAT                        |
| 143193 -           | 2002 XV83              | 13 de desembre de 2002 | Palomar              | NEAT                        |
| 143194 -           | 2002 XT84              | 11 de desembre de 2002 | Palomar              | NEAT                        |
| 143195 -           | 2002 XW84              | 14 de desembre de 2002 | Socorro              | LINEAR                      |
| 143196 -           | 2002 XE85              | 11 de desembre de 2002 | Socorro              | LINEAR                      |
| 143197 -           | 2002 XL86              | 11 de desembre de 2002 | Socorro              | LINEAR                      |
| 143198 -           | 2002 XH87              | 11 de desembre de 2002 | Socorro              | LINEAR                      |
| 143199 -           | 2002 XJ87              | 11 de desembre de 2002 | Socorro              | LINEAR                      |
| 143200 -           | 2002 XV87              | 12 de desembre de 2002 | Palomar              | NEAT                        |
| 143201-143300      |                        |                        |                      |                             |
| 143201 -           | 2002 XC88              | 12 de desembre de 2002 | Palomar              | NEAT                        |
| 143202 -           | 2002 XS89              | 14 de desembre de 2002 | Socorro              | LINEAR                      |
| 143203 -           | 2002 XX89              | 14 de desembre de 2002 | Socorro              | LINEAR                      |
| 143204 -           | 2002 XF90              | 14 de desembre de 2002 | Socorro              | LINEAR                      |
| 143205 -           | 2002 XQ92              | 5 de desembre de 2002  | Kitt Peak            | M. W. Buie                  |
| 143206 -           | 2002 XS92              | 5 de desembre de 2002  | Kitt Peak            | M. W. Buie                  |
| 143207 -           | 2002 XD101             | 5 de desembre de 2002  | Socorro              | LINEAR                      |
| 143208 -           | 2002 XG101             | 5 de desembre de 2002  | Socorro              | LINEAR                      |
| 143209 -           | 2002 XR105             | 5 de desembre de 2002  | Socorro              | LINEAR                      |
| 143210 -           | 2002 XE107             | 5 de desembre de 2002  | Socorro              | LINEAR                      |
| 143211 -           | 2002 XO109             | 6 de desembre de 2002  | Socorro              | LINEAR                      |
| 143212 -           | 2002 YG                | Anderson Mesa          | LONEOS               |                             |
| 143213 -           | 2002 YS                | Anderson Mesa          | LONEOS               |                             |
| 143214 -           | 2002 YY                | Anderson Mesa          | LONEOS               |                             |
| 143215 -           | 2002 YE1               | 27 de desembre de 2002 | Anderson Mesa        | LONEOS                      |
| 143216 -           | 2002 YP1               | 27 de desembre de 2002 | Anderson Mesa        | LONEOS                      |
| 143217 -           | 2002 YA3               | 28 de desembre de 2002 | Ametlla de Mar       | Ametlla de Mar              |
| 143218 -           | 2002 YL3               | 27 de desembre de 2002 | Anderson Mesa        | LONEOS                      |
| 143219 -           | 2002 YY3               | 28 de desembre de 2002 | Socorro              | LINEAR                      |
| 143220 -           | 2002 YY4               | 28 de desembre de 2002 | Socorro              | LINEAR                      |
| 143221 -           | 2002 YL6               | 28 de desembre de 2002 | Anderson Mesa        | LONEOS                      |
| 143222 -           | 2002 YB10              | 31 de desembre de 2002 | Socorro              | LINEAR                      |
| 143223 -           | 2002 YN11              | 30 de desembre de 2002 | Socorro              | LINEAR                      |
| 143224 -           | 2002 YX12              | 31 de desembre de 2002 | Socorro              | LINEAR                      |
| 143225 -           | 2002 YF13              | 31 de desembre de 2002 | Socorro              | LINEAR                      |
| 143226 -           | 2002 YA16              | 31 de desembre de 2002 | Socorro              | LINEAR                      |
| 143227 -           | 2002 YK17              | 31 de desembre de 2002 | Socorro              | LINEAR                      |
| 143228 -           | 2002 YV17              | 31 de desembre de 2002 | Socorro              | LINEAR                      |
| 143229 -           | 2002 YY17              | 31 de desembre de 2002 | Socorro              | LINEAR                      |
| 143230 -           | 2002 YK18              | 31 de desembre de 2002 | Socorro              | LINEAR                      |
| 143231 -           | 2002 YO18              | 31 de desembre de 2002 | Socorro              | LINEAR                      |
| 143232 -           | 2002 YU19              | 31 de desembre de 2002 | Socorro              | LINEAR                      |
| 143233 -           | 2002 YK20              | 31 de desembre de 2002 | Socorro              | LINEAR                      |
| 143234 -           | 2002 YT20              | 31 de desembre de 2002 | Socorro              | LINEAR                      |
| 143235 -           | 2002 YZ20              | 31 de desembre de 2002 | Socorro              | LINEAR                      |
| 143236 -           | 2002 YA21              | 31 de desembre de 2002 | Socorro              | LINEAR                      |
| 143237 -           | 2002 YB21              | 31 de desembre de 2002 | Socorro              | LINEAR                      |
| 143238 -           | 2002 YF21              | 31 de desembre de 2002 | Socorro              | LINEAR                      |
| 143239 -           | 2002 YC22              | 31 de desembre de 2002 | Socorro              | LINEAR                      |
| 143240 -           | 2002 YC24              | 31 de desembre de 2002 | Socorro              | LINEAR                      |
| 143241 -           | 2002 YV24              | 31 de desembre de 2002 | Socorro              | LINEAR                      |
| 143242 -           | 2002 YM25              | 31 de desembre de 2002 | Socorro              | LINEAR                      |
| 143243 -           | 2002 YA26              | 31 de desembre de 2002 | Socorro              | LINEAR                      |
| 143244 -           | 2002 YJ26              | 31 de desembre de 2002 | Socorro              | LINEAR                      |
| 143245 -           | 2002 YG27              | 31 de desembre de 2002 | Socorro              | LINEAR                      |
| 143246 -           | 2002 YK27              | 31 de desembre de 2002 | Socorro              | LINEAR                      |
| 143247 -           | 2002 YJ28              | 31 de desembre de 2002 | Socorro              | LINEAR                      |
| 143248 -           | 2002 YS28              | 31 de desembre de 2002 | Socorro              | LINEAR                      |
| 143249 -           | 2002 YP29              | 31 de desembre de 2002 | Socorro              | LINEAR                      |
| 143250 -           | 2002 YU30              | 31 de desembre de 2002 | Socorro              | LINEAR                      |
| 143251 -           | 2002 YY30              | 31 de desembre de 2002 | Socorro              | LINEAR                      |
| 143252 -           | 2002 YG31              | 31 de desembre de 2002 | Socorro              | LINEAR                      |
| 143253 -           | 2002 YL31              | 31 de desembre de 2002 | Socorro              | LINEAR                      |
| 143254 -           | 2002 YL35              | 31 de desembre de 2002 | Socorro              | LINEAR                      |
| 143255 -           | 2002 YV35              | 31 de desembre de 2002 | Socorro              | LINEAR                      |
| 143256 -           | 2002 YZ35              | 31 de desembre de 2002 | Socorro              | LINEAR                      |
| 143257 -           | 2003 AE                | 1 de gener de 2003     | Socorro              | LINEAR                      |
| 143258 -           | 2003 AU1               | 2 de gener de 2003     | Socorro              | LINEAR                      |
| 143259 -           | 2003 AO2               | 2 de gener de 2003     | Socorro              | LINEAR                      |
| 143260 -           | 2003 AA6               | 1 de gener de 2003     | Socorro              | LINEAR                      |
| 143261 -           | 2003 AB7               | 2 de gener de 2003     | Socorro              | LINEAR                      |
| 143262 -           | 2003 AF7               | 2 de gener de 2003     | Socorro              | LINEAR                      |
| 143263 -           | 2003 AQ7               | 2 de gener de 2003     | Socorro              | LINEAR                      |
| 143264 -           | 2003 AW9               | 4 de gener de 2003     | Kitt Peak            | Spacewatch                  |
| 143265 -           | 2003 AN10              | 1 de gener de 2003     | Socorro              | LINEAR                      |
| 143266 -           | 2003 AF11              | 1 de gener de 2003     | Socorro              | LINEAR                      |
| 143267 -           | 2003 AJ11              | 1 de gener de 2003     | Socorro              | LINEAR                      |
| 143268 -           | 2003 AA12              | 1 de gener de 2003     | Socorro              | LINEAR                      |
| 143269 -           | 2003 AK12              | 1 de gener de 2003     | Socorro              | LINEAR                      |
| 143270 -           | 2003 AG13              | 1 de gener de 2003     | Socorro              | LINEAR                      |
| 143271 -           | 2003 AF14              | 2 de gener de 2003     | Socorro              | LINEAR                      |
| 143272 -           | 2003 AN14              | 2 de gener de 2003     | Socorro              | LINEAR                      |
| 143273 -           | 2003 AB15              | 2 de gener de 2003     | Anderson Mesa        | LONEOS                      |
| 143274 -           | 2003 AU15              | 4 de gener de 2003     | Socorro              | LINEAR                      |
| 143275 -           | 2003 AJ16              | 1 de gener de 2003     | Socorro              | LINEAR                      |
| 143276 -           | 2003 AA18              | 5 de gener de 2003     | Anderson Mesa        | LONEOS                      |
| 143277 -           | 2003 AG19              | 4 de gener de 2003     | Anderson Mesa        | LONEOS                      |
| 143278 -           | 2003 AK21              | 5 de gener de 2003     | Socorro              | LINEAR                      |
| 143279 -           | 2003 AW24              | 4 de gener de 2003     | Socorro              | LINEAR                      |
| 143280 -           | 2003 AB25              | 4 de gener de 2003     | Socorro              | LINEAR                      |
| 143281 -           | 2003 AJ25              | 4 de gener de 2003     | Socorro              | LINEAR                      |
| 143282 -           | 2003 AL25              | 4 de gener de 2003     | Socorro              | LINEAR                      |
| 143283 -           | 2003 AX25              | 4 de gener de 2003     | Socorro              | LINEAR                      |
| 143284 -           | 2003 AA26              | 4 de gener de 2003     | Socorro              | LINEAR                      |
| 143285 -           | 2003 AS26              | 4 de gener de 2003     | Socorro              | LINEAR                      |
| 143286 -           | 2003 AT29              | 4 de gener de 2003     | Socorro              | LINEAR                      |
| 143287 -           | 2003 AL30              | 4 de gener de 2003     | Socorro              | LINEAR                      |
| 143288 -           | 2003 AK33              | 5 de gener de 2003     | Socorro              | LINEAR                      |
| 143289 -           | 2003 AL33              | 5 de gener de 2003     | Socorro              | LINEAR                      |
| 143290 -           | 2003 AW33              | 5 de gener de 2003     | Kitt Peak            | Spacewatch                  |
| 143291 -           | 2003 AZ33              | 5 de gener de 2003     | Socorro              | LINEAR                      |
| 143292 -           | 2003 AO34              | 7 de gener de 2003     | Socorro              | LINEAR                      |
| 143293 -           | 2003 AS34              | 7 de gener de 2003     | Socorro              | LINEAR                      |
| 143294 -           | 2003 AV34              | 7 de gener de 2003     | Socorro              | LINEAR                      |
| 143295 -           | 2003 AA35              | 7 de gener de 2003     | Socorro              | LINEAR                      |
| 143296 -           | 2003 AF36              | 7 de gener de 2003     | Socorro              | LINEAR                      |
| 143297 -           | 2003 AU37              | 7 de gener de 2003     | Socorro              | LINEAR                      |
| 143298 -           | 2003 AW38              | 7 de gener de 2003     | Socorro              | LINEAR                      |
| 143299 -           | 2003 AC39              | 7 de gener de 2003     | Socorro              | LINEAR                      |
| 143300 -           | 2003 AD39              | 7 de gener de 2003     | Socorro              | LINEAR                      |
| 143301-143400      |                        |                        |                      |                             |
| 143301 -           | 2003 AO39              | 7 de gener de 2003     | Socorro              | LINEAR                      |
| 143302 -           | 2003 AZ39              | 7 de gener de 2003     | Socorro              | LINEAR                      |
| 143303 -           | 2003 AF40              | 7 de gener de 2003     | Socorro              | LINEAR                      |
| 143304 -           | 2003 AU40              | 7 de gener de 2003     | Socorro              | LINEAR                      |
| 143305 -           | 2003 AD41              | 7 de gener de 2003     | Socorro              | LINEAR                      |
| 143306 -           | 2003 AE41              | 7 de gener de 2003     | Socorro              | LINEAR                      |
| 143307 -           | 2003 AK41              | 7 de gener de 2003     | Socorro              | LINEAR                      |
| 143308 -           | 2003 AQ41              | 7 de gener de 2003     | Socorro              | LINEAR                      |
| 143309 -           | 2003 AM42              | 7 de gener de 2003     | Socorro              | LINEAR                      |
| 143310 -           | 2003 AV42              | 5 de gener de 2003     | Socorro              | LINEAR                      |
| 143311 -           | 2003 AW45              | 5 de gener de 2003     | Socorro              | LINEAR                      |
| 143312 -           | 2003 AB47              | 5 de gener de 2003     | Socorro              | LINEAR                      |
| 143313 -           | 2003 AC47              | 5 de gener de 2003     | Socorro              | LINEAR                      |
| 143314 -           | 2003 AL47              | 5 de gener de 2003     | Socorro              | LINEAR                      |
| 143315 -           | 2003 AQ48              | 5 de gener de 2003     | Socorro              | LINEAR                      |
| 143316 -           | 2003 AY48              | 5 de gener de 2003     | Socorro              | LINEAR                      |
| 143317 -           | 2003 AS51              | 5 de gener de 2003     | Socorro              | LINEAR                      |
| 143318 -           | 2003 AQ53              | 5 de gener de 2003     | Socorro              | LINEAR                      |
| 143319 -           | 2003 AV54              | 5 de gener de 2003     | Socorro              | LINEAR                      |
| 143320 -           | 2003 AY56              | 5 de gener de 2003     | Socorro              | LINEAR                      |
| 143321 -           | 2003 AP57              | 5 de gener de 2003     | Socorro              | LINEAR                      |
| 143322 -           | 2003 AV57              | 5 de gener de 2003     | Socorro              | LINEAR                      |
| 143323 -           | 2003 AE58              | 5 de gener de 2003     | Socorro              | LINEAR                      |
| 143324 -           | 2003 AO60              | 7 de gener de 2003     | Socorro              | LINEAR                      |
| 143325 -           | 2003 AX61              | 7 de gener de 2003     | Socorro              | LINEAR                      |
| 143326 -           | 2003 AL62              | 8 de gener de 2003     | Socorro              | LINEAR                      |
| 143327 -           | 2003 AV63              | 8 de gener de 2003     | Socorro              | LINEAR                      |
| 143328 -           | 2003 AD64              | 7 de gener de 2003     | Socorro              | LINEAR                      |
| 143329 -           | 2003 AP64              | 7 de gener de 2003     | Socorro              | LINEAR                      |
| 143330 -           | 2003 AL65              | 7 de gener de 2003     | Socorro              | LINEAR                      |
| 143331 -           | 2003 AN65              | 7 de gener de 2003     | Socorro              | LINEAR                      |
| 143332 -           | 2003 AD66              | 7 de gener de 2003     | Socorro              | LINEAR                      |
| 143333 -           | 2003 AJ66              | 7 de gener de 2003     | Socorro              | LINEAR                      |
| 143334 -           | 2003 AK70              | 10 de gener de 2003    | Socorro              | LINEAR                      |
| 143335 -           | 2003 AA72              | 10 de gener de 2003    | Socorro              | LINEAR                      |
| 143336 -           | 2003 AV73              | 10 de gener de 2003    | Socorro              | LINEAR                      |
| 143337 -           | 2003 AW73              | 10 de gener de 2003    | Socorro              | LINEAR                      |
| 143338 -           | 2003 AX73              | 10 de gener de 2003    | Socorro              | LINEAR                      |
| 143339 -           | 2003 AZ73              | 10 de gener de 2003    | Socorro              | LINEAR                      |
| 143340 -           | 2003 AC74              | 10 de gener de 2003    | Socorro              | LINEAR                      |
| 143341 -           | 2003 AV75              | 10 de gener de 2003    | Socorro              | LINEAR                      |
| 143342 -           | 2003 AW75              | 10 de gener de 2003    | Socorro              | LINEAR                      |
| 143343 -           | 2003 AH76              | 10 de gener de 2003    | Socorro              | LINEAR                      |
| 143344 -           | 2003 AT77              | 10 de gener de 2003    | Socorro              | LINEAR                      |
| 143345 -           | 2003 AF78              | 10 de gener de 2003    | Socorro              | LINEAR                      |
| 143346 -           | 2003 AS78              | 10 de gener de 2003    | Kitt Peak            | Spacewatch                  |
| 143347 -           | 2003 AR80              | 11 de gener de 2003    | Socorro              | LINEAR                      |
| 143348 -           | 2003 AE81              | 12 de gener de 2003    | Anderson Mesa        | LONEOS                      |
| 143349 -           | 2003 AG81              | 10 de gener de 2003    | Socorro              | LINEAR                      |
| 143350 -           | 2003 AW81              | 12 de gener de 2003    | Anderson Mesa        | LONEOS                      |
| 143351 -           | 2003 AD84              | 11 de gener de 2003    | Kitt Peak            | Spacewatch                  |
| 143352 -           | 2003 AB85              | 7 de gener de 2003     | Kitt Peak            | Deep Lens Survey            |
| 143353 -           | 2003 AP86              | 1 de gener de 2003     | Socorro              | LINEAR                      |
| 143354 -           | 2003 AS87              | 1 de gener de 2003     | Socorro              | LINEAR                      |
| 143355 -           | 2003 AD88              | 2 de gener de 2003     | Socorro              | LINEAR                      |
| 143356 -           | 2003 AK92              | 7 de gener de 2003     | Socorro              | LINEAR                      |
| 143357 -           | 2003 AS92              | 10 de gener de 2003    | Goodricke-Pigott     | Goodricke-Pigott            |
| 143358 -           | 2003 BF                | 18 de gener de 2003    | Palomar              | NEAT                        |
| 143359 -           | 2003 BV                | 24 de gener de 2003    | Palomar              | NEAT                        |
| 143360 -           | 2003 BB2               | 25 de gener de 2003    | Anderson Mesa        | LONEOS                      |
| 143361 -           | 2003 BP2               | 26 de gener de 2003    | Kitt Peak            | Spacewatch                  |
| 143362 -           | 2003 BC6               | 23 de gener de 2003    | Kvistaberg           | Uppsala-DLR Asteroid Survey |
| 143363 -           | 2003 BK6               | 24 de gener de 2003    | Palomar              | NEAT                        |
| 143364 -           | 2003 BL6               | 24 de gener de 2003    | Palomar              | NEAT                        |
| 143365 -           | 2003 BH7               | 25 de gener de 2003    | Anderson Mesa        | LONEOS                      |
| 143366 -           | 2003 BL7               | 25 de gener de 2003    | Palomar              | NEAT                        |
| 143367 -           | 2003 BA8               | 26 de gener de 2003    | Palomar              | NEAT                        |
| 143368 -           | 2003 BT8               | 26 de gener de 2003    | Anderson Mesa        | LONEOS                      |
| 143369 -           | 2003 BB9               | 26 de gener de 2003    | Anderson Mesa        | LONEOS                      |
| 143370 -           | 2003 BJ9               | 26 de gener de 2003    | Palomar              | NEAT                        |
| 143371 -           | 2003 BN10              | 26 de gener de 2003    | Anderson Mesa        | LONEOS                      |
| 143372 -           | 2003 BB11              | 26 de gener de 2003    | Anderson Mesa        | LONEOS                      |
| 143373 -           | 2003 BK12              | 26 de gener de 2003    | Anderson Mesa        | LONEOS                      |
| 143374 -           | 2003 BE13              | 26 de gener de 2003    | Haleakala            | NEAT                        |
| 143375 -           | 2003 BG13              | 26 de gener de 2003    | Haleakala            | NEAT                        |
| 143376 -           | 2003 BB15              | 26 de gener de 2003    | Haleakala            | NEAT                        |
| 143377 -           | 2003 BD15              | 26 de gener de 2003    | Haleakala            | NEAT                        |
| 143378 -           | 2003 BU16              | 26 de gener de 2003    | Haleakala            | NEAT                        |
| 143379 -           | 2003 BA18              | 27 de gener de 2003    | Socorro              | LINEAR                      |
| 143380 -           | 2003 BH19              | 26 de gener de 2003    | Anderson Mesa        | LONEOS                      |
| 143381 -           | 2003 BC21              | 27 de gener de 2003    | Haleakala            | NEAT                        |
| 143382 -           | 2003 BT21              | 27 de gener de 2003    | Anderson Mesa        | LONEOS                      |
| 143383 -           | 2003 BR24              | 25 de gener de 2003    | Palomar              | NEAT                        |
| 143384 -           | 2003 BZ24              | 25 de gener de 2003    | Palomar              | NEAT                        |
| 143385 -           | 2003 BR25              | 26 de gener de 2003    | Palomar              | NEAT                        |
| 143386 -           | 2003 BY25              | 26 de gener de 2003    | Palomar              | NEAT                        |
| 143387 -           | 2003 BG26              | 26 de gener de 2003    | Palomar              | NEAT                        |
| 143388 -           | 2003 BN26              | 26 de gener de 2003    | Palomar              | NEAT                        |
| 143389 -           | 2003 BK27              | 26 de gener de 2003    | Anderson Mesa        | LONEOS                      |
| 143390 -           | 2003 BN27              | 26 de gener de 2003    | Anderson Mesa        | LONEOS                      |
| 143391 -           | 2003 BM28              | 26 de gener de 2003    | Haleakala            | NEAT                        |
| 143392 -           | 2003 BT28              | 27 de gener de 2003    | Anderson Mesa        | LONEOS                      |
| 143393 -           | 2003 BX28              | 27 de gener de 2003    | Socorro              | LINEAR                      |
| 143394 -           | 2003 BG29              | 27 de gener de 2003    | Anderson Mesa        | LONEOS                      |
| 143395 -           | 2003 BU29              | 27 de gener de 2003    | Socorro              | LINEAR                      |
| 143396 -           | 2003 BP30              | 27 de gener de 2003    | Socorro              | LINEAR                      |
| 143397 -           | 2003 BC32              | 27 de gener de 2003    | Palomar              | NEAT                        |
| 143398 -           | 2003 BE34              | 25 de gener de 2003    | La Silla             | A. Boattini, H. Scholl      |
| 143399 -           | 2003 BU34              | 27 de gener de 2003    | Anderson Mesa        | LONEOS                      |
| 143400 -           | 2003 BX34              | 27 de gener de 2003    | Socorro              | LINEAR                      |
| 143401-143500      |                        |                        |                      |                             |
| 143401 -           | 2003 BF37              | 28 de gener de 2003    | Kitt Peak            | Spacewatch                  |
| 143402 -           | 2003 BL42              | 28 de gener de 2003    | Socorro              | LINEAR                      |
| 143403 -           | 2003 BT42              | 29 de gener de 2003    | Palomar              | NEAT                        |
| 143404 -           | 2003 BD44              | 30 de gener de 2003    | Anderson Mesa        | LONEOS                      |
| 143405 -           | 2003 BE44              | 26 de gener de 2003    | Palomar              | NEAT                        |
| 143406 -           | 2003 BV44              | 27 de gener de 2003    | Anderson Mesa        | LONEOS                      |
| 143407 -           | 2003 BJ45              | 28 de gener de 2003    | Haleakala            | NEAT                        |
| 143408 -           | 2003 BS45              | 29 de gener de 2003    | Kitt Peak            | Spacewatch                  |
| 143409 -           | 2003 BQ46              | 28 de gener de 2003    | Socorro              | LINEAR                      |
| 143410 -           | 2003 BJ47              | 30 de gener de 2003    | Socorro              | LINEAR                      |
| 143411 -           | 2003 BS48              | 26 de gener de 2003    | Anderson Mesa        | LONEOS                      |
| 143412 -           | 2003 BV48              | 26 de gener de 2003    | Kitt Peak            | Spacewatch                  |
| 143413 -           | 2003 BF49              | 26 de gener de 2003    | Haleakala            | NEAT                        |
| 143414 -           | 2003 BQ50              | 27 de gener de 2003    | Socorro              | LINEAR                      |
| 143415 -           | 2003 BF51              | 27 de gener de 2003    | Socorro              | LINEAR                      |
| 143416 -           | 2003 BG51              | 27 de gener de 2003    | Socorro              | LINEAR                      |
| 143417 -           | 2003 BN52              | 27 de gener de 2003    | Socorro              | LINEAR                      |
| 143418 -           | 2003 BA53              | 27 de gener de 2003    | Anderson Mesa        | LONEOS                      |
| 143419 -           | 2003 BQ53              | 27 de gener de 2003    | Anderson Mesa        | LONEOS                      |
| 143420 -           | 2003 BQ55              | 28 de gener de 2003    | Kitt Peak            | Spacewatch                  |
| 143421 -           | 2003 BG56              | 28 de gener de 2003    | Haleakala            | NEAT                        |
| 143422 -           | 2003 BJ56              | 28 de gener de 2003    | Haleakala            | NEAT                        |
| 143423 -           | 2003 BL56              | 28 de gener de 2003    | Haleakala            | NEAT                        |
| 143424 -           | 2003 BB57              | 27 de gener de 2003    | Socorro              | LINEAR                      |
| 143425 -           | 2003 BG57              | 27 de gener de 2003    | Socorro              | LINEAR                      |
| 143426 -           | 2003 BR57              | 27 de gener de 2003    | Socorro              | LINEAR                      |
| 143427 -           | 2003 BF58              | 27 de gener de 2003    | Socorro              | LINEAR                      |
| 143428 -           | 2003 BV58              | 27 de gener de 2003    | Socorro              | LINEAR                      |
| 143429 -           | 2003 BW58              | 27 de gener de 2003    | Socorro              | LINEAR                      |
| 143430 -           | 2003 BF60              | 27 de gener de 2003    | Socorro              | LINEAR                      |
| 143431 -           | 2003 BC62              | 28 de gener de 2003    | Palomar              | NEAT                        |
| 143432 -           | 2003 BU62              | 28 de gener de 2003    | Palomar              | NEAT                        |
| 143433 -           | 2003 BX62              | 28 de gener de 2003    | Palomar              | NEAT                        |
| 143434 -           | 2003 BY62              | 28 de gener de 2003    | Socorro              | LINEAR                      |
| 143435 -           | 2003 BD64              | 29 de gener de 2003    | Palomar              | NEAT                        |
| 143436 -           | 2003 BX66              | 30 de gener de 2003    | Anderson Mesa        | LONEOS                      |
| 143437 -           | 2003 BY66              | 30 de gener de 2003    | Anderson Mesa        | LONEOS                      |
| 143438 -           | 2003 BB67              | 30 de gener de 2003    | Haleakala            | NEAT                        |
| 143439 -           | 2003 BM67              | 27 de gener de 2003    | Anderson Mesa        | LONEOS                      |
| 143440 -           | 2003 BV70              | 31 de gener de 2003    | Kitt Peak            | Spacewatch                  |
| 143441 -           | 2003 BM72              | 28 de gener de 2003    | Palomar              | NEAT                        |
| 143442 -           | 2003 BK73              | 29 de gener de 2003    | Socorro              | LINEAR                      |
| 143443 -           | 2003 BV73              | 29 de gener de 2003    | Palomar              | NEAT                        |
| 143444 -           | 2003 BO74              | 29 de gener de 2003    | Palomar              | NEAT                        |
| 143445 -           | 2003 BV74              | 29 de gener de 2003    | Palomar              | NEAT                        |
| 143446 -           | 2003 BY75              | 29 de gener de 2003    | Palomar              | NEAT                        |
| 143447 -           | 2003 BO78              | 31 de gener de 2003    | Socorro              | LINEAR                      |
| 143448 -           | 2003 BY78              | 31 de gener de 2003    | Palomar              | NEAT                        |
| 143449 -           | 2003 BG79              | 31 de gener de 2003    | Anderson Mesa        | LONEOS                      |
| 143450 -           | 2003 BU79              | 31 de gener de 2003    | Socorro              | LINEAR                      |
| 143451 -           | 2003 BR80              | 31 de gener de 2003    | Socorro              | LINEAR                      |
| 143452 -           | 2003 BX81              | 31 de gener de 2003    | Socorro              | LINEAR                      |
| 143453 -           | 2003 BO82              | 31 de gener de 2003    | Socorro              | LINEAR                      |
| 143454 -           | 2003 BB83              | 31 de gener de 2003    | Socorro              | LINEAR                      |
| 143455 -           | 2003 BL83              | 31 de gener de 2003    | Socorro              | LINEAR                      |
| 143456 -           | 2003 BU83              | 31 de gener de 2003    | Socorro              | LINEAR                      |
| 143457 -           | 2003 BM85              | 31 de gener de 2003    | Goodricke-Pigott     | J. W. Kessel                |
| 143458 -           | 2003 BF86              | 24 de gener de 2003    | La Silla             | La Silla                    |
| 143459 -           | 2003 BG88              | 27 de gener de 2003    | Socorro              | LINEAR                      |
| 143460 -           | 2003 BQ88              | 27 de gener de 2003    | Socorro              | LINEAR                      |
| 143461 -           | 2003 BK89              | 28 de gener de 2003    | Socorro              | LINEAR                      |
| 143462 -           | 2003 BN89              | 28 de gener de 2003    | Socorro              | LINEAR                      |
| 143463 -           | 2003 BG90              | 28 de gener de 2003    | Socorro              | LINEAR                      |
| 143464 -           | 2003 BB91              | 31 de gener de 2003    | Socorro              | LINEAR                      |
| 143465 -           | 2003 CT                | 1 de febrer de 2003    | Palomar              | NEAT                        |
| 143466 -           | 2003 CW2               | 2 de febrer de 2003    | Socorro              | LINEAR                      |
| 143467 -           | 2003 CH3               | 2 de febrer de 2003    | Socorro              | LINEAR                      |
| 143468 -           | 2003 CP3               | 1 de febrer de 2003    | Palomar              | NEAT                        |
| 143469 -           | 2003 CZ3               | 3 de febrer de 2003    | Palomar              | NEAT                        |
| 143470 -           | 2003 CZ4               | 1 de febrer de 2003    | Socorro              | LINEAR                      |
| 143471 -           | 2003 CT5               | 1 de febrer de 2003    | Socorro              | LINEAR                      |
| 143472 -           | 2003 CJ6               | 1 de febrer de 2003    | Socorro              | LINEAR                      |
| 143473 -           | 2003 CR6               | 1 de febrer de 2003    | Socorro              | LINEAR                      |
| 143474 -           | 2003 CX6               | 1 de febrer de 2003    | Socorro              | LINEAR                      |
| 143475 -           | 2003 CB8               | 1 de febrer de 2003    | Socorro              | LINEAR                      |
| 143476 -           | 2003 CB9               | 2 de febrer de 2003    | Anderson Mesa        | LONEOS                      |
| 143477 -           | 2003 CC10              | 2 de febrer de 2003    | Haleakala            | NEAT                        |
| 143478 -           | 2003 CJ10              | 2 de febrer de 2003    | Socorro              | LINEAR                      |
| 143479 -           | 2003 CP10              | 3 de febrer de 2003    | Palomar              | NEAT                        |
| 143480 -           | 2003 CU10              | 3 de febrer de 2003    | Anderson Mesa        | LONEOS                      |
| 143481 -           | 2003 CB11              | 3 de febrer de 2003    | Haleakala            | NEAT                        |
| 143482 -           | 2003 CU12              | 2 de febrer de 2003    | Palomar              | NEAT                        |
| 143483 -           | 2003 CF13              | 3 de febrer de 2003    | Palomar              | NEAT                        |
| 143484 -           | 2003 CY13              | 3 de febrer de 2003    | Kitt Peak            | Spacewatch                  |
| 143485 -           | 2003 CV14              | 3 de febrer de 2003    | Haleakala            | NEAT                        |
| 143486 -           | 2003 CJ15              | 4 de febrer de 2003    | Anderson Mesa        | LONEOS                      |
| 143487 -           | 2003 CR20              | 11 de febrer de 2003   | Haleakala            | NEAT                        |
| 143488 -           | 2003 CX21              | 3 de febrer de 2003    | Socorro              | LINEAR                      |
| 143489 -           | 2003 DS                | 21 de febrer de 2003   | Palomar              | NEAT                        |
| 143490 -           | 2003 DL3               | 22 de febrer de 2003   | Palomar              | NEAT                        |
| 143491 -           | 2003 DO3               | 22 de febrer de 2003   | Palomar              | NEAT                        |
| 143492 -           | 2003 DP4               | 22 de febrer de 2003   | Kleť                 | Kleť                        |
| 143493 -           | 2003 DF5               | 19 de febrer de 2003   | Palomar              | NEAT                        |
| 143494 -           | 2003 DB8               | 22 de febrer de 2003   | Palomar              | NEAT                        |
| 143495 -           | 2003 DW9               | 24 de febrer de 2003   | Uccle                | T. Pauwels                  |
| 143496 -           | 2003 DU10              | 26 de febrer de 2003   | Campo Imperatore     | CINEOS                      |
| 143497 -           | 2003 DB11              | 23 de febrer de 2003   | Kitt Peak            | Spacewatch                  |
| 143498 -           | 2003 DJ12              | 25 de febrer de 2003   | Campo Imperatore     | CINEOS                      |
| 143499 -           | 2003 DQ12              | 26 de febrer de 2003   | Campo Imperatore     | CINEOS                      |
| 143500 -           | 2003 DU13              | 25 de febrer de 2003   | Haleakala            | NEAT                        |
| 143501-143600      |                        |                        |                      |                             |
| 143501 -           | 2003 DY13              | 26 de febrer de 2003   | Haleakala            | NEAT                        |
| 143502 -           | 2003 DS14              | 25 de febrer de 2003   | Haleakala            | NEAT                        |
| 143503 -           | 2003 DC15              | 26 de febrer de 2003   | Socorro              | LINEAR                      |
| 143504 -           | 2003 DL17              | 22 de febrer de 2003   | Goodricke-Pigott     | J. W. Kessel                |
| 143505 -           | 2003 DM17              | 22 de febrer de 2003   | Goodricke-Pigott     | J. W. Kessel                |
| 143506 -           | 2003 DO17              | 22 de febrer de 2003   | Goodricke-Pigott     | J. W. Kessel                |
| 143507 -           | 2003 DL20              | 22 de febrer de 2003   | Palomar              | NEAT                        |
| 143508 -           | 2003 DJ22              | 24 de febrer de 2003   | Needville            | J. Dellinger, W. G. Dillon  |
| 143509 -           | 2003 EG1               | 5 de març de 2003      | Socorro              | LINEAR                      |
| 143510 -           | 2003 EN4               | 6 de març de 2003      | Desert Eagle         | W. K. Y. Yeung              |
| 143511 -           | 2003 EZ5               | 6 de març de 2003      | Anderson Mesa        | LONEOS                      |
| 143512 -           | 2003 ED7               | 6 de març de 2003      | Anderson Mesa        | LONEOS                      |
| 143513 -           | 2003 EH7               | 6 de març de 2003      | Anderson Mesa        | LONEOS                      |
| 143514 -           | 2003 EN8               | 6 de març de 2003      | Anderson Mesa        | LONEOS                      |
| 143515 -           | 2003 EX8               | 6 de març de 2003      | Socorro              | LINEAR                      |
| 143516 -           | 2003 EP9               | 6 de març de 2003      | Anderson Mesa        | LONEOS                      |
| 143517 -           | 2003 ES9               | 6 de març de 2003      | Anderson Mesa        | LONEOS                      |
| 143518 -           | 2003 ED10              | 6 de març de 2003      | Anderson Mesa        | LONEOS                      |
| 143519 -           | 2003 EV11              | 6 de març de 2003      | Socorro              | LINEAR                      |
| 143520 -           | 2003 EJ12              | 6 de març de 2003      | Socorro              | LINEAR                      |
| 143521 -           | 2003 EY12              | 6 de març de 2003      | Socorro              | LINEAR                      |
| 143522 -           | 2003 EG13              | 6 de març de 2003      | Palomar              | NEAT                        |
| 143523 -           | 2003 EH13              | 6 de març de 2003      | Palomar              | NEAT                        |
| 143524 -           | 2003 ET13              | 6 de març de 2003      | Palomar              | NEAT                        |
| 143525 -           | 2003 EZ14              | 7 de març de 2003      | Socorro              | LINEAR                      |
| 143526 -           | 2003 EG15              | 7 de març de 2003      | Socorro              | LINEAR                      |
| 143527 -           | 2003 EN16              | 8 de març de 2003      | Kitt Peak            | Spacewatch                  |
| 143528 -           | 2003 ET18              | 6 de març de 2003      | Anderson Mesa        | LONEOS                      |
| 143529 -           | 2003 EU18              | 6 de març de 2003      | Anderson Mesa        | LONEOS                      |
| 143530 -           | 2003 EE19              | 6 de març de 2003      | Anderson Mesa        | LONEOS                      |
| 143531 -           | 2003 EC20              | 6 de març de 2003      | Anderson Mesa        | LONEOS                      |
| 143532 -           | 2003 EK20              | 6 de març de 2003      | Anderson Mesa        | LONEOS                      |
| 143533 -           | 2003 ER20              | 6 de març de 2003      | Anderson Mesa        | LONEOS                      |
| 143534 -           | 2003 EC21              | 6 de març de 2003      | Anderson Mesa        | LONEOS                      |
| 143535 -           | 2003 EZ22              | 6 de març de 2003      | Socorro              | LINEAR                      |
| 143536 -           | 2003 EZ23              | 6 de març de 2003      | Socorro              | LINEAR                      |
| 143537 -           | 2003 EV24              | 6 de març de 2003      | Socorro              | LINEAR                      |
| 143538 -           | 2003 EG25              | 6 de març de 2003      | Anderson Mesa        | LONEOS                      |
| 143539 -           | 2003 EN25              | 6 de març de 2003      | Anderson Mesa        | LONEOS                      |
| 143540 -           | 2003 ED27              | 6 de març de 2003      | Anderson Mesa        | LONEOS                      |
| 143541 -           | 2003 EL27              | 6 de març de 2003      | Socorro              | LINEAR                      |
| 143542 -           | 2003 EC30              | 6 de març de 2003      | Palomar              | NEAT                        |
| 143543 -           | 2003 EW30              | 6 de març de 2003      | Palomar              | NEAT                        |
| 143544 -           | 2003 EX30              | 6 de març de 2003      | Palomar              | NEAT                        |
| 143545 -           | 2003 EA31              | 6 de març de 2003      | Palomar              | NEAT                        |
| 143546 -           | 2003 EG31              | 6 de març de 2003      | Palomar              | NEAT                        |
| 143547 -           | 2003 ES31              | 7 de març de 2003      | Socorro              | LINEAR                      |
| 143548 -           | 2003 ER35              | 7 de març de 2003      | Socorro              | LINEAR                      |
| 143549 -           | 2003 EU36              | 8 de març de 2003      | Anderson Mesa        | LONEOS                      |
| 143550 -           | 2003 EC37              | 8 de març de 2003      | Anderson Mesa        | LONEOS                      |
| 143551 -           | 2003 EH37              | 8 de març de 2003      | Anderson Mesa        | LONEOS                      |
| 143552 -           | 2003 ET37              | 8 de març de 2003      | Anderson Mesa        | LONEOS                      |
| 143553 -           | 2003 EG38              | 8 de març de 2003      | Anderson Mesa        | LONEOS                      |
| 143554 -           | 2003 ED39              | 8 de març de 2003      | Socorro              | LINEAR                      |
| 143555 -           | 2003 EH39              | 8 de març de 2003      | Socorro              | LINEAR                      |
| 143556 -           | 2003 ED40              | 8 de març de 2003      | Kitt Peak            | Spacewatch                  |
| 143557 -           | 2003 ER40              | 8 de març de 2003      | Anderson Mesa        | LONEOS                      |
| 143558 -           | 2003 ET42              | 9 de març de 2003      | Kitt Peak            | Spacewatch                  |
| 143559 -           | 2003 ET43              | 6 de març de 2003      | Socorro              | LINEAR                      |
| 143560 -           | 2003 EV44              | 7 de març de 2003      | Anderson Mesa        | LONEOS                      |
| 143561 -           | 2003 EP45              | 7 de març de 2003      | Socorro              | LINEAR                      |
| 143562 -           | 2003 EZ45              | 7 de març de 2003      | Socorro              | LINEAR                      |
| 143563 -           | 2003 EQ46              | 8 de març de 2003      | Anderson Mesa        | LONEOS                      |
| 143564 -           | 2003 ER47              | 9 de març de 2003      | Anderson Mesa        | LONEOS                      |
| 143565 -           | 2003 EW48              | 9 de març de 2003      | Socorro              | LINEAR                      |
| 143566 -           | 2003 EP51              | 9 de març de 2003      | Socorro              | LINEAR                      |
| 143567 -           | 2003 ET51              | 10 de març de 2003     | Anderson Mesa        | LONEOS                      |
| 143568 -           | 2003 EX52              | 8 de març de 2003      | Socorro              | LINEAR                      |
| 143569 -           | 2003 EB53              | 8 de març de 2003      | Anderson Mesa        | LONEOS                      |
| 143570 -           | 2003 ER53              | 9 de març de 2003      | Socorro              | LINEAR                      |
| 143571 -           | 2003 EX57              | 9 de març de 2003      | Socorro              | LINEAR                      |
| 143572 -           | 2003 ET58              | 10 de març de 2003     | Socorro              | LINEAR                      |
| 143573 -           | 2003 EU58              | 11 de març de 2003     | Palomar              | NEAT                        |
| 143574 -           | 2003 EC59              | 11 de març de 2003     | Socorro              | LINEAR                      |
| 143575 -           | 2003 EB60              | 12 de març de 2003     | Desert Moon          | B. L. Stevens               |
| 143576 -           | 2003 FS1               | 24 de març de 2003     | Socorro              | LINEAR                      |
| 143577 -           | 2003 FG2               | 23 de març de 2003     | Vicques              | M. Ory                      |
| 143578 -           | 2003 FA5               | 24 de març de 2003     | Črni Vrh             | H. Mikuž, S. Matičič        |
| 143579 -           | 2003 FE7               | 28 de març de 2003     | Piszkéstető          | K. Sárneczky                |
| 143580 -           | 2003 FO9               | 21 de març de 2003     | Haleakala            | NEAT                        |
| 143581 -           | 2003 FV12              | 23 de març de 2003     | Kitt Peak            | Spacewatch                  |
| 143582 -           | 2003 FQ13              | 23 de març de 2003     | Kitt Peak            | Spacewatch                  |
| 143583 -           | 2003 FY13              | 23 de març de 2003     | Kitt Peak            | Spacewatch                  |
| 143584 -           | 2003 FS23              | 23 de març de 2003     | Kitt Peak            | Spacewatch                  |
| 143585 -           | 2003 FF24              | 23 de març de 2003     | Kitt Peak            | Spacewatch                  |
| 143586 -           | 2003 FD26              | 24 de març de 2003     | Kitt Peak            | Spacewatch                  |
| 143587 -           | 2003 FY28              | 24 de març de 2003     | Haleakala            | NEAT                        |
| 143588 -           | 2003 FN45              | 24 de març de 2003     | Kitt Peak            | Spacewatch                  |
| 143589 -           | 2003 FJ46              | 24 de març de 2003     | Kitt Peak            | Spacewatch                  |
| 143590 -           | 2003 FU50              | 25 de març de 2003     | Palomar              | NEAT                        |
| 143591 -           | 2003 FF51              | 25 de març de 2003     | Palomar              | NEAT                        |
| 143592 -           | 2003 FS52              | 25 de març de 2003     | Haleakala            | NEAT                        |
| 143593 -           | 2003 FG61              | 26 de març de 2003     | Palomar              | NEAT                        |
| 143594 -           | 2003 FD62              | 26 de març de 2003     | Kitt Peak            | Spacewatch                  |
| 143595 -           | 2003 FL62              | 26 de març de 2003     | Palomar              | NEAT                        |
| 143596 -           | 2003 FN62              | 26 de març de 2003     | Kitt Peak            | Spacewatch                  |
| 143597 -           | 2003 FZ65              | 26 de març de 2003     | Kitt Peak            | Spacewatch                  |
| 143598 -           | 2003 FV75              | 27 de març de 2003     | Palomar              | NEAT                        |
| 143599 -           | 2003 FM78              | 27 de març de 2003     | Kitt Peak            | Spacewatch                  |
| 143600 -           | 2003 FW78              | 27 de març de 2003     | Socorro              | LINEAR                      |
| 143601-143700      |                        |                        |                      |                             |
| 143601 -           | 2003 FZ78              | 27 de març de 2003     | Socorro              | LINEAR                      |
| 143602 -           | 2003 FW81              | 27 de març de 2003     | Socorro              | LINEAR                      |
| 143603 -           | 2003 FM89              | 29 de març de 2003     | Anderson Mesa        | LONEOS                      |
| 143604 -           | 2003 FK91              | 29 de març de 2003     | Anderson Mesa        | LONEOS                      |
| 143605 -           | 2003 FP91              | 29 de març de 2003     | Anderson Mesa        | LONEOS                      |
| 143606 -           | 2003 FZ92              | 29 de març de 2003     | Anderson Mesa        | LONEOS                      |
| 143607 -           | 2003 FD94              | 29 de març de 2003     | Anderson Mesa        | LONEOS                      |
| 143608 -           | 2003 FD112             | 31 de març de 2003     | Socorro              | LINEAR                      |
| 143609 -           | 2003 FL114             | 31 de març de 2003     | Socorro              | LINEAR                      |
| 143610 -           | 2003 FA117             | 24 de març de 2003     | Kitt Peak            | Spacewatch                  |
| 143611 -           | 2003 FP117             | 25 de març de 2003     | Palomar              | NEAT                        |
| 143612 -           | 2003 FQ120             | 24 de març de 2003     | Kitt Peak            | Spacewatch                  |
| 143613 -           | 2003 FD121             | 25 de març de 2003     | Anderson Mesa        | LONEOS                      |
| 143614 -           | 2003 GO2               | 1 d'abril de 2003      | Socorro              | LINEAR                      |
| 143615 -           | 2003 GK4               | 1 d'abril de 2003      | Socorro              | LINEAR                      |
| 143616 -           | 2003 GA11              | 1 d'abril de 2003      | Socorro              | LINEAR                      |
| 143617 -           | 2003 GH12              | 1 d'abril de 2003      | Socorro              | LINEAR                      |
| 143618 -           | 2003 GQ28              | 7 d'abril de 2003      | Uccle                | T. Pauwels                  |
| 143619 -           | 2003 GC49              | 9 d'abril de 2003      | Kitt Peak            | Spacewatch                  |
| 143620 -           | 2003 GM50              | 4 d'abril de 2003      | Haleakala            | NEAT                        |
| 143621 -           | 2003 GE55              | 4 d'abril de 2003      | Kitt Peak            | Spacewatch                  |
| 143622 Robertbloch | 2003 HG                | Vicques                | M. Ory               |                             |
| 143623 -           | 2003 HJ3               | 24 d'abril de 2003     | Anderson Mesa        | LONEOS                      |
| 143624 -           | 2003 HM16              | 27 d'abril de 2003     | Socorro              | LINEAR                      |
| 143625 -           | 2003 HJ26              | 25 d'abril de 2003     | Anderson Mesa        | LONEOS                      |
| 143626 -           | 2003 HU27              | 25 d'abril de 2003     | Campo Imperatore     | CINEOS                      |
| 143627 -           | 2003 HJ28              | 26 d'abril de 2003     | Haleakala            | NEAT                        |
| 143628 -           | 2003 HG31              | 26 d'abril de 2003     | Kitt Peak            | Spacewatch                  |
| 143629 -           | 2003 HS32              | 29 d'abril de 2003     | Socorro              | LINEAR                      |
| 143630 -           | 2003 HA33              | 29 d'abril de 2003     | Anderson Mesa        | LONEOS                      |
| 143631 -           | 2003 HS35              | 27 d'abril de 2003     | Socorro              | LINEAR                      |
| 143632 -           | 2003 HA37              | 26 d'abril de 2003     | Haleakala            | NEAT                        |
| 143633 -           | 2003 HX53              | 22 d'abril de 2003     | Bergisch Gladbach    | W. Bickel                   |
| 143634 -           | 2003 HR54              | 24 d'abril de 2003     | Haleakala            | NEAT                        |
| 143635 -           | 2003 HU54              | 24 d'abril de 2003     | Haleakala            | NEAT                        |
| 143636 -           | 2003 KO19              | 30 de maig de 2003     | Anderson Mesa        | LONEOS                      |
| 143637 -           | 2003 LP6               | 12 de juny de 2003     | Socorro              | LINEAR                      |
| 143638 -           | 2003 MU8               | 28 de juny de 2003     | Socorro              | LINEAR                      |
| 143639 -           | 2003 MK9               | 30 de juny de 2003     | Socorro              | LINEAR                      |
| 143640 -           | 2003 NR4               | 5 de juliol de 2003    | Socorro              | LINEAR                      |
| 143641 -           | 2003 NK5               | 5 de juliol de 2003    | Mount Graham         | W. H. Ryan, C. T. Martinez  |
| 143642 -           | 2003 NV6               | 7 de juliol de 2003    | Reedy Creek          | J. Broughton                |
| 143643 -           | 2003 NP7               | 7 de juliol de 2003    | Palomar              | NEAT                        |
| 143644 -           | 2003 OE3               | 23 de juliol de 2003   | Wise                 | D. Polishook                |
| 143645 -           | 2003 OP4               | 22 de juliol de 2003   | Haleakala            | NEAT                        |
| 143646 -           | 2003 OO7               | 25 de juliol de 2003   | Palomar              | NEAT                        |
| 143647 -           | 2003 OZ13              | 27 de juliol de 2003   | Haleakala            | NEAT                        |
| 143648 -           | 2003 QP17              | 22 d'agost de 2003     | Palomar              | NEAT                        |
| 143649 -           | 2003 QQ47              | 24 d'agost de 2003     | Socorro              | LINEAR                      |
| 143650 -           | 2003 QZ61              | 23 d'agost de 2003     | Socorro              | LINEAR                      |
| 143651 -           | 2003 QO104             | 31 d'agost de 2003     | Haleakala            | NEAT                        |
| 143652 -           | 2003 RW12              | 14 de setembre de 2003 | Haleakala            | NEAT                        |
| 143653 -           | 2003 RT13              | 15 de setembre de 2003 | Haleakala            | NEAT                        |
| 143654 -           | 2003 SH11              | 17 de setembre de 2003 | Socorro              | LINEAR                      |
| 143655 -           | 2003 SE18              | 16 de setembre de 2003 | Kitt Peak            | Spacewatch                  |
| 143656 -           | 2003 SJ39              | 16 de setembre de 2003 | Palomar              | NEAT                        |
| 143657 -           | 2003 SA45              | 16 de setembre de 2003 | Anderson Mesa        | LONEOS                      |
| 143658 -           | 2003 SB45              | 16 de setembre de 2003 | Anderson Mesa        | LONEOS                      |
| 143659 -           | 2003 SR55              | 16 de setembre de 2003 | Anderson Mesa        | LONEOS                      |
| 143660 -           | 2003 SJ70              | 17 de setembre de 2003 | Kitt Peak            | Spacewatch                  |
| 143661 -           | 2003 SM73              | 18 de setembre de 2003 | Kitt Peak            | Spacewatch                  |
| 143662 -           | 2003 SP84              | 20 de setembre de 2003 | Socorro              | LINEAR                      |
| 143663 -           | 2003 SW88              | 18 de setembre de 2003 | Anderson Mesa        | LONEOS                      |
| 143664 -           | 2003 SM93              | 18 de setembre de 2003 | Kitt Peak            | Spacewatch                  |
| 143665 -           | 2003 SP98              | 19 de setembre de 2003 | Kitt Peak            | Spacewatch                  |
| 143666 -           | 2003 SR109             | 20 de setembre de 2003 | Kitt Peak            | Spacewatch                  |
| 143667 -           | 2003 SQ125             | 19 de setembre de 2003 | Socorro              | LINEAR                      |
| 143668 -           | 2003 SF128             | 20 de setembre de 2003 | Socorro              | LINEAR                      |
| 143669 -           | 2003 SO140             | 19 de setembre de 2003 | Palomar              | NEAT                        |
| 143670 -           | 2003 SJ145             | 20 de setembre de 2003 | Campo Imperatore     | CINEOS                      |
| 143671 -           | 2003 SW151             | 18 de setembre de 2003 | Palomar              | NEAT                        |
| 143672 -           | 2003 SN155             | 19 de setembre de 2003 | Anderson Mesa        | LONEOS                      |
| 143673 -           | 2003 SO195             | 20 de setembre de 2003 | Palomar              | NEAT                        |
| 143674 -           | 2003 SB210             | 25 de setembre de 2003 | Haleakala            | NEAT                        |
| 143675 -           | 2003 SJ214             | 26 de setembre de 2003 | Desert Eagle         | W. K. Y. Yeung              |
| 143676 -           | 2003 SK214             | 26 de setembre de 2003 | Desert Eagle         | W. K. Y. Yeung              |
| 143677 -           | 2003 SW220             | 29 de setembre de 2003 | Desert Eagle         | W. K. Y. Yeung              |
| 143678 -           | 2003 SA224             | 30 de setembre de 2003 | Socorro              | LINEAR                      |
| 143679 -           | 2003 SK236             | 26 de setembre de 2003 | Socorro              | LINEAR                      |
| 143680 -           | 2003 SU242             | 27 de setembre de 2003 | Kitt Peak            | Spacewatch                  |
| 143681 -           | 2003 SX255             | 27 de setembre de 2003 | Kitt Peak            | Spacewatch                  |
| 143682 -           | 2003 SQ266             | 29 de setembre de 2003 | Socorro              | LINEAR                      |
| 143683 -           | 2003 SV280             | 18 de setembre de 2003 | Palomar              | NEAT                        |
| 143684 -           | 2003 SS293             | 27 de setembre de 2003 | Socorro              | LINEAR                      |
| 143685 -           | 2003 SS317             | 25 de setembre de 2003 | Mauna Kea            | Mauna Kea                   |
| 143686 -           | 2003 TW11              | 14 d'octubre de 2003   | Anderson Mesa        | LONEOS                      |
| 143687 -           | 2003 TP18              | 15 d'octubre de 2003   | Anderson Mesa        | LONEOS                      |
| 143688 -           | 2003 TH30              | 1 d'octubre de 2003    | Kitt Peak            | Spacewatch                  |
| 143689 -           | 2003 UQ9               | 19 d'octubre de 2003   | Kitt Peak            | Spacewatch                  |
| 143690 -           | 2003 UK13              | 16 d'octubre de 2003   | Kitt Peak            | Spacewatch                  |
| 143691 -           | 2003 UQ15              | 16 d'octubre de 2003   | Anderson Mesa        | LONEOS                      |
| 143692 -           | 2003 UF20              | 21 d'octubre de 2003   | Socorro              | LINEAR                      |
| 143693 -           | 2003 UM21              | 19 d'octubre de 2003   | Anderson Mesa        | LONEOS                      |
| 143694 -           | 2003 UK24              | 22 d'octubre de 2003   | Kitt Peak            | Spacewatch                  |
| 143695 -           | 2003 UQ40              | 16 d'octubre de 2003   | Anderson Mesa        | LONEOS                      |
| 143696 -           | 2003 UU40              | 16 d'octubre de 2003   | Anderson Mesa        | LONEOS                      |
| 143697 -           | 2003 UP44              | 18 d'octubre de 2003   | Kitt Peak            | Spacewatch                  |
| 143698 -           | 2003 UB55              | 18 d'octubre de 2003   | Palomar              | NEAT                        |
| 143699 -           | 2003 UN55              | 18 d'octubre de 2003   | Palomar              | NEAT                        |
| 143700 -           | 2003 UF57              | 26 d'octubre de 2003   | Kvistaberg           | Uppsala-DLR Asteroid Survey |
| 143701-143800      |                        |                        |                      |                             |
| 143701 -           | 2003 UV79              | 19 d'octubre de 2003   | Haleakala            | NEAT                        |
| 143702 -           | 2003 UG91              | 20 d'octubre de 2003   | Socorro              | LINEAR                      |
| 143703 -           | 2003 UQ101             | 20 d'octubre de 2003   | Socorro              | LINEAR                      |
| 143704 -           | 2003 UV109             | 19 d'octubre de 2003   | Palomar              | NEAT                        |
| 143705 -           | 2003 UR115             | 20 d'octubre de 2003   | Palomar              | NEAT                        |
| 143706 -           | 2003 UG117             | 21 d'octubre de 2003   | Socorro              | LINEAR                      |
| 143707 -           | 2003 UY117             | 22 d'octubre de 2003   | Kitt Peak            | Spacewatch                  |
| 143708 -           | 2003 UV126             | 20 d'octubre de 2003   | Palomar              | NEAT                        |
| 143709 -           | 2003 UM132             | 19 d'octubre de 2003   | Palomar              | NEAT                        |
| 143710 -           | 2003 UG134             | 20 d'octubre de 2003   | Palomar              | NEAT                        |
| 143711 -           | 2003 UR136             | 21 d'octubre de 2003   | Socorro              | LINEAR                      |
| 143712 -           | 2003 UD142             | 18 d'octubre de 2003   | Anderson Mesa        | LONEOS                      |
| 143713 -           | 2003 UF143             | 18 d'octubre de 2003   | Anderson Mesa        | LONEOS                      |
| 143714 -           | 2003 UL158             | 20 d'octubre de 2003   | Kitt Peak            | Spacewatch                  |
| 143715 -           | 2003 UT158             | 20 d'octubre de 2003   | Kitt Peak            | Spacewatch                  |
| 143716 -           | 2003 UM164             | 21 d'octubre de 2003   | Socorro              | LINEAR                      |
| 143717 -           | 2003 UF165             | 21 d'octubre de 2003   | Palomar              | NEAT                        |
| 143718 -           | 2003 UX167             | 22 d'octubre de 2003   | Socorro              | LINEAR                      |
| 143719 -           | 2003 UU177             | 21 d'octubre de 2003   | Palomar              | NEAT                        |
| 143720 -           | 2003 US182             | 21 d'octubre de 2003   | Palomar              | NEAT                        |
| 143721 -           | 2003 UB184             | 21 d'octubre de 2003   | Palomar              | NEAT                        |
| 143722 -           | 2003 UM188             | 22 d'octubre de 2003   | Socorro              | LINEAR                      |
| 143723 -           | 2003 UW199             | 21 d'octubre de 2003   | Socorro              | LINEAR                      |
| 143724 -           | 2003 UJ200             | 21 d'octubre de 2003   | Socorro              | LINEAR                      |
| 143725 -           | 2003 UX200             | 21 d'octubre de 2003   | Socorro              | LINEAR                      |
| 143726 -           | 2003 UG201             | 21 d'octubre de 2003   | Socorro              | LINEAR                      |
| 143727 -           | 2003 UB204             | 21 d'octubre de 2003   | Kitt Peak            | Spacewatch                  |
| 143728 -           | 2003 UE206             | 22 d'octubre de 2003   | Socorro              | LINEAR                      |
| 143729 -           | 2003 UX209             | 23 d'octubre de 2003   | Anderson Mesa        | LONEOS                      |
| 143730 -           | 2003 UJ211             | 23 d'octubre de 2003   | Kitt Peak            | Spacewatch                  |
| 143731 -           | 2003 UH213             | 23 d'octubre de 2003   | Haleakala            | NEAT                        |
| 143732 -           | 2003 UD217             | 21 d'octubre de 2003   | Socorro              | LINEAR                      |
| 143733 -           | 2003 UB220             | 21 d'octubre de 2003   | Socorro              | LINEAR                      |
| 143734 -           | 2003 UK222             | 22 d'octubre de 2003   | Socorro              | LINEAR                      |
| 143735 -           | 2003 US223             | 22 d'octubre de 2003   | Socorro              | LINEAR                      |
| 143736 -           | 2003 UM226             | 22 d'octubre de 2003   | Kitt Peak            | Spacewatch                  |
| 143737 -           | 2003 UJ236             | 22 d'octubre de 2003   | Haleakala            | NEAT                        |
| 143738 -           | 2003 UK239             | 24 d'octubre de 2003   | Socorro              | LINEAR                      |
| 143739 -           | 2003 UB246             | 24 d'octubre de 2003   | Socorro              | LINEAR                      |
| 143740 -           | 2003 UF247             | 24 d'octubre de 2003   | Socorro              | LINEAR                      |
| 143741 -           | 2003 UX248             | 25 d'octubre de 2003   | Socorro              | LINEAR                      |
| 143742 -           | 2003 UZ250             | 25 d'octubre de 2003   | Socorro              | LINEAR                      |
| 143743 -           | 2003 UJ253             | 27 d'octubre de 2003   | Socorro              | LINEAR                      |
| 143744 -           | 2003 UD258             | 25 d'octubre de 2003   | Socorro              | LINEAR                      |
| 143745 -           | 2003 UC259             | 25 d'octubre de 2003   | Socorro              | LINEAR                      |
| 143746 -           | 2003 UD259             | 25 d'octubre de 2003   | Socorro              | LINEAR                      |
| 143747 -           | 2003 UQ259             | 25 d'octubre de 2003   | Socorro              | LINEAR                      |
| 143748 -           | 2003 UA262             | 26 d'octubre de 2003   | Kitt Peak            | Spacewatch                  |
| 143749 -           | 2003 UR266             | 28 d'octubre de 2003   | Socorro              | LINEAR                      |
| 143750 -           | 2003 UJ288             | 23 d'octubre de 2003   | Kitt Peak            | M. W. Buie                  |
| 143751 -           | 2003 US292             | 24 d'octubre de 2003   | Kitt Peak            | M. W. Buie                  |
| 143752 -           | 2003 VJ1               | 5 de novembre de 2003  | Socorro              | LINEAR                      |
| 143753 -           | 2003 VN8               | 15 de novembre de 2003 | Palomar              | NEAT                        |
| 143754 -           | 2003 VB11              | 15 de novembre de 2003 | Palomar              | NEAT                        |
| 143755 -           | 2003 VG11              | 15 de novembre de 2003 | Palomar              | NEAT                        |
| 143756 -           | 2003 WF4               | 16 de novembre de 2003 | Catalina             | CSS                         |
| 143757 -           | 2003 WX5               | 18 de novembre de 2003 | Palomar              | NEAT                        |
| 143758 -           | 2003 WY10              | 18 de novembre de 2003 | Palomar              | NEAT                        |
| 143759 -           | 2003 WC11              | 18 de novembre de 2003 | Palomar              | NEAT                        |
| 143760 -           | 2003 WX11              | 18 de novembre de 2003 | Palomar              | NEAT                        |
| 143761 -           | 2003 WS22              | 16 de novembre de 2003 | Catalina             | CSS                         |
| 143762 -           | 2003 WJ29              | 18 de novembre de 2003 | Kitt Peak            | Spacewatch                  |
| 143763 -           | 2003 WQ29              | 18 de novembre de 2003 | Kitt Peak            | Spacewatch                  |
| 143764 -           | 2003 WS30              | 18 de novembre de 2003 | Kitt Peak            | Spacewatch                  |
| 143765 -           | 2003 WP31              | 18 de novembre de 2003 | Palomar              | NEAT                        |
| 143766 -           | 2003 WZ33              | 19 de novembre de 2003 | Kitt Peak            | Spacewatch                  |
| 143767 -           | 2003 WZ35              | 19 de novembre de 2003 | Catalina             | CSS                         |
| 143768 -           | 2003 WH36              | 19 de novembre de 2003 | Kitt Peak            | Spacewatch                  |
| 143769 -           | 2003 WM37              | 19 de novembre de 2003 | Socorro              | LINEAR                      |
| 143770 -           | 2003 WR37              | 19 de novembre de 2003 | Socorro              | LINEAR                      |
| 143771 -           | 2003 WS39              | 19 de novembre de 2003 | Kitt Peak            | Spacewatch                  |
| 143772 -           | 2003 WF41              | 19 de novembre de 2003 | Kitt Peak            | Spacewatch                  |
| 143773 -           | 2003 WY42              | 16 de novembre de 2003 | Catalina             | CSS                         |
| 143774 -           | 2003 WF43              | 18 de novembre de 2003 | Catalina             | CSS                         |
| 143775 -           | 2003 WR57              | 18 de novembre de 2003 | Kitt Peak            | Spacewatch                  |
| 143776 -           | 2003 WG59              | 18 de novembre de 2003 | Kitt Peak            | Spacewatch                  |
| 143777 -           | 2003 WL66              | 19 de novembre de 2003 | Kitt Peak            | Spacewatch                  |
| 143778 -           | 2003 WG67              | 19 de novembre de 2003 | Kitt Peak            | Spacewatch                  |
| 143779 -           | 2003 WN67              | 19 de novembre de 2003 | Kitt Peak            | Spacewatch                  |
| 143780 -           | 2003 WT67              | 19 de novembre de 2003 | Kitt Peak            | Spacewatch                  |
| 143781 -           | 2003 WE68              | 19 de novembre de 2003 | Kitt Peak            | Spacewatch                  |
| 143782 -           | 2003 WU68              | 19 de novembre de 2003 | Kitt Peak            | Spacewatch                  |
| 143783 -           | 2003 WC74              | 20 de novembre de 2003 | Socorro              | LINEAR                      |
| 143784 -           | 2003 WU74              | 20 de novembre de 2003 | Socorro              | LINEAR                      |
| 143785 -           | 2003 WR76              | 19 de novembre de 2003 | Kitt Peak            | Spacewatch                  |
| 143786 -           | 2003 WZ90              | 18 de novembre de 2003 | Kitt Peak            | Spacewatch                  |
| 143787 -           | 2003 WO91              | 18 de novembre de 2003 | Palomar              | NEAT                        |
| 143788 -           | 2003 WL92              | 18 de novembre de 2003 | Palomar              | NEAT                        |
| 143789 -           | 2003 WR92              | 19 de novembre de 2003 | Anderson Mesa        | LONEOS                      |
| 143790 -           | 2003 WE96              | 19 de novembre de 2003 | Anderson Mesa        | LONEOS                      |
| 143791 -           | 2003 WT103             | 21 de novembre de 2003 | Socorro              | LINEAR                      |
| 143792 -           | 2003 WL104             | 21 de novembre de 2003 | Socorro              | LINEAR                      |
| 143793 -           | 2003 WQ104             | 21 de novembre de 2003 | Socorro              | LINEAR                      |
| 143794 -           | 2003 WY104             | 21 de novembre de 2003 | Socorro              | LINEAR                      |
| 143795 -           | 2003 WO105             | 21 de novembre de 2003 | Socorro              | LINEAR                      |
| 143796 -           | 2003 WP107             | 23 de novembre de 2003 | Socorro              | LINEAR                      |
| 143797 -           | 2003 WA112             | 20 de novembre de 2003 | Socorro              | LINEAR                      |
| 143798 -           | 2003 WC113             | 20 de novembre de 2003 | Socorro              | LINEAR                      |
| 143799 -           | 2003 WJ113             | 20 de novembre de 2003 | Socorro              | LINEAR                      |
| 143800 -           | 2003 WM115             | 20 de novembre de 2003 | Socorro              | LINEAR                      |
| 143801-143900      |                        |                        |                      |                             |
| 143801 -           | 2003 WR116             | 20 de novembre de 2003 | Socorro              | LINEAR                      |
| 143802 -           | 2003 WV117             | 20 de novembre de 2003 | Socorro              | LINEAR                      |
| 143803 -           | 2003 WA119             | 20 de novembre de 2003 | Socorro              | LINEAR                      |
| 143804 -           | 2003 WE119             | 20 de novembre de 2003 | Socorro              | LINEAR                      |
| 143805 -           | 2003 WZ122             | 20 de novembre de 2003 | Socorro              | LINEAR                      |
| 143806 -           | 2003 WD123             | 20 de novembre de 2003 | Socorro              | LINEAR                      |
| 143807 -           | 2003 WY126             | 20 de novembre de 2003 | Socorro              | LINEAR                      |
| 143808 -           | 2003 WG127             | 20 de novembre de 2003 | Socorro              | LINEAR                      |
| 143809 -           | 2003 WN127             | 20 de novembre de 2003 | Socorro              | LINEAR                      |
| 143810 -           | 2003 WR127             | 20 de novembre de 2003 | Socorro              | LINEAR                      |
| 143811 -           | 2003 WE130             | 21 de novembre de 2003 | Socorro              | LINEAR                      |
| 143812 -           | 2003 WW131             | 19 de novembre de 2003 | Anderson Mesa        | LONEOS                      |
| 143813 -           | 2003 WO136             | 21 de novembre de 2003 | Socorro              | LINEAR                      |
| 143814 -           | 2003 WP136             | 21 de novembre de 2003 | Socorro              | LINEAR                      |
| 143815 -           | 2003 WR136             | 21 de novembre de 2003 | Socorro              | LINEAR                      |
| 143816 -           | 2003 WC137             | 21 de novembre de 2003 | Socorro              | LINEAR                      |
| 143817 -           | 2003 WJ137             | 21 de novembre de 2003 | Socorro              | LINEAR                      |
| 143818 -           | 2003 WF138             | 21 de novembre de 2003 | Socorro              | LINEAR                      |
| 143819 -           | 2003 WJ138             | 21 de novembre de 2003 | Socorro              | LINEAR                      |
| 143820 -           | 2003 WS139             | 21 de novembre de 2003 | Socorro              | LINEAR                      |
| 143821 -           | 2003 WR141             | 21 de novembre de 2003 | Socorro              | LINEAR                      |
| 143822 -           | 2003 WC142             | 21 de novembre de 2003 | Socorro              | LINEAR                      |
| 143823 -           | 2003 WU142             | 21 de novembre de 2003 | Socorro              | LINEAR                      |
| 143824 -           | 2003 WX145             | 21 de novembre de 2003 | Socorro              | LINEAR                      |
| 143825 -           | 2003 WK147             | 23 de novembre de 2003 | Kitt Peak            | Spacewatch                  |
| 143826 -           | 2003 WH148             | 24 de novembre de 2003 | Anderson Mesa        | LONEOS                      |
| 143827 -           | 2003 WM150             | 24 de novembre de 2003 | Anderson Mesa        | LONEOS                      |
| 143828 -           | 2003 WP150             | 24 de novembre de 2003 | Anderson Mesa        | LONEOS                      |
| 143829 -           | 2003 WP151             | 19 de novembre de 2003 | Socorro              | LINEAR                      |
| 143830 -           | 2003 WV152             | 26 de novembre de 2003 | Socorro              | LINEAR                      |
| 143831 -           | 2003 WH157             | 30 de novembre de 2003 | Socorro              | LINEAR                      |
| 143832 -           | 2003 WQ159             | 29 de novembre de 2003 | Catalina             | CSS                         |
| 143833 -           | 2003 WB161             | 30 de novembre de 2003 | Kitt Peak            | Spacewatch                  |
| 143834 -           | 2003 WV167             | 19 de novembre de 2003 | Palomar              | NEAT                        |
| 143835 -           | 2003 WG181             | 20 de novembre de 2003 | Socorro              | LINEAR                      |
| 143836 -           | 2003 XL1               | 1 de desembre de 2003  | Kitt Peak            | Spacewatch                  |
| 143837 -           | 2003 XO7               | 1 de desembre de 2003  | Socorro              | LINEAR                      |
| 143838 -           | 2003 XT7               | 3 de desembre de 2003  | Socorro              | LINEAR                      |
| 143839 -           | 2003 XL16              | 14 de desembre de 2003 | Palomar              | NEAT                        |
| 143840 -           | 2003 XA18              | 14 de desembre de 2003 | Kitt Peak            | Spacewatch                  |
| 143841 -           | 2003 XN20              | 14 de desembre de 2003 | Kitt Peak            | Spacewatch                  |
| 143842 -           | 2003 XY24              | 1 de desembre de 2003  | Socorro              | LINEAR                      |
| 143843 -           | 2003 XG36              | 3 de desembre de 2003  | Socorro              | LINEAR                      |
| 143844 -           | 2003 XW37              | 4 de desembre de 2003  | Socorro              | LINEAR                      |
| 143845 -           | 2003 XT38              | 4 de desembre de 2003  | Socorro              | LINEAR                      |
| 143846 -           | 2003 YA3               | 16 de desembre de 2003 | Anderson Mesa        | LONEOS                      |
| 143847 -           | 2003 YO4               | 17 de desembre de 2003 | Kitt Peak            | Spacewatch                  |
| 143848 -           | 2003 YZ5               | 16 de desembre de 2003 | Anderson Mesa        | LONEOS                      |
| 143849 -           | 2003 YG6               | 17 de desembre de 2003 | Socorro              | LINEAR                      |
| 143850 -           | 2003 YV6               | 17 de desembre de 2003 | Socorro              | LINEAR                      |
| 143851 -           | 2003 YK7               | 17 de desembre de 2003 | Palomar              | NEAT                        |
| 143852 -           | 2003 YR7               | 20 de desembre de 2003 | Nashville            | R. Clingan                  |
| 143853 -           | 2003 YX7               | 20 de desembre de 2003 | Socorro              | LINEAR                      |
| 143854 -           | 2003 YT8               | 19 de desembre de 2003 | Socorro              | LINEAR                      |
| 143855 -           | 2003 YC9               | 20 de desembre de 2003 | Socorro              | LINEAR                      |
| 143856 -           | 2003 YN10              | 17 de desembre de 2003 | Socorro              | LINEAR                      |
| 143857 -           | 2003 YU11              | 17 de desembre de 2003 | Socorro              | LINEAR                      |
| 143858 -           | 2003 YH12              | 17 de desembre de 2003 | Socorro              | LINEAR                      |
| 143859 -           | 2003 YD13              | 17 de desembre de 2003 | Anderson Mesa        | LONEOS                      |
| 143860 -           | 2003 YL13              | 17 de desembre de 2003 | Anderson Mesa        | LONEOS                      |
| 143861 -           | 2003 YP13              | 17 de desembre de 2003 | Catalina             | CSS                         |
| 143862 -           | 2003 YW13              | 17 de desembre de 2003 | Catalina             | CSS                         |
| 143863 -           | 2003 YC15              | 17 de desembre de 2003 | Socorro              | LINEAR                      |
| 143864 -           | 2003 YN15              | 17 de desembre de 2003 | Socorro              | LINEAR                      |
| 143865 -           | 2003 YG16              | 17 de desembre de 2003 | Anderson Mesa        | LONEOS                      |
| 143866 -           | 2003 YH16              | 17 de desembre de 2003 | Anderson Mesa        | LONEOS                      |
| 143867 -           | 2003 YZ16              | 17 de desembre de 2003 | Palomar              | NEAT                        |
| 143868 -           | 2003 YA18              | 16 de desembre de 2003 | Anderson Mesa        | LONEOS                      |
| 143869 -           | 2003 YM20              | 17 de desembre de 2003 | Kitt Peak            | Spacewatch                  |
| 143870 -           | 2003 YO22              | 18 de desembre de 2003 | Socorro              | LINEAR                      |
| 143871 -           | 2003 YK23              | 17 de desembre de 2003 | Socorro              | LINEAR                      |
| 143872 -           | 2003 YU23              | 17 de desembre de 2003 | Anderson Mesa        | LONEOS                      |
| 143873 -           | 2003 YC24              | 17 de desembre de 2003 | Socorro              | LINEAR                      |
| 143874 -           | 2003 YO24              | 17 de desembre de 2003 | Kitt Peak            | Spacewatch                  |
| 143875 -           | 2003 YR24              | 17 de desembre de 2003 | Kitt Peak            | Spacewatch                  |
| 143876 -           | 2003 YE26              | 18 de desembre de 2003 | Socorro              | LINEAR                      |
| 143877 -           | 2003 YF26              | 18 de desembre de 2003 | Socorro              | LINEAR                      |
| 143878 -           | 2003 YG27              | 16 de desembre de 2003 | Črni Vrh             | Črni Vrh                    |
| 143879 -           | 2003 YV27              | 17 de desembre de 2003 | Socorro              | LINEAR                      |
| 143880 -           | 2003 YZ28              | 17 de desembre de 2003 | Palomar              | NEAT                        |
| 143881 -           | 2003 YO29              | 17 de desembre de 2003 | Kitt Peak            | Spacewatch                  |
| 143882 -           | 2003 YP29              | 17 de desembre de 2003 | Kitt Peak            | Spacewatch                  |
| 143883 -           | 2003 YB32              | 18 de desembre de 2003 | Kitt Peak            | Spacewatch                  |
| 143884 -           | 2003 YD34              | 17 de desembre de 2003 | Kitt Peak            | Spacewatch                  |
| 143885 -           | 2003 YW34              | 18 de desembre de 2003 | Socorro              | LINEAR                      |
| 143886 -           | 2003 YE35              | 18 de desembre de 2003 | Haleakala            | NEAT                        |
| 143887 -           | 2003 YJ36              | 18 de desembre de 2003 | Socorro              | LINEAR                      |
| 143888 -           | 2003 YL40              | 19 de desembre de 2003 | Kitt Peak            | Spacewatch                  |
| 143889 -           | 2003 YR40              | 19 de desembre de 2003 | Kitt Peak            | Spacewatch                  |
| 143890 -           | 2003 YE43              | 19 de desembre de 2003 | Kitt Peak            | Spacewatch                  |
| 143891 -           | 2003 YP43              | 19 de desembre de 2003 | Socorro              | LINEAR                      |
| 143892 -           | 2003 YU43              | 19 de desembre de 2003 | Socorro              | LINEAR                      |
| 143893 -           | 2003 YS44              | 19 de desembre de 2003 | Kitt Peak            | Spacewatch                  |
| 143894 -           | 2003 YT45              | 17 de desembre de 2003 | Socorro              | LINEAR                      |
| 143895 -           | 2003 YY50              | 18 de desembre de 2003 | Socorro              | LINEAR                      |
| 143896 -           | 2003 YN55              | 19 de desembre de 2003 | Socorro              | LINEAR                      |
| 143897 -           | 2003 YV55              | 19 de desembre de 2003 | Socorro              | LINEAR                      |
| 143898 -           | 2003 YG56              | 19 de desembre de 2003 | Socorro              | LINEAR                      |
| 143899 -           | 2003 YK56              | 19 de desembre de 2003 | Socorro              | LINEAR                      |
| 143900 -           | 2003 YJ58              | 19 de desembre de 2003 | Socorro              | LINEAR                      |
| 143901-144000      |                        |                        |                      |                             |
| 143901 -           | 2003 YR60              | 19 de desembre de 2003 | Kitt Peak            | Spacewatch                  |
| 143902 -           | 2003 YR61              | 19 de desembre de 2003 | Socorro              | LINEAR                      |
| 143903 -           | 2003 YZ61              | 19 de desembre de 2003 | Socorro              | LINEAR                      |
| 143904 -           | 2003 YM62              | 19 de desembre de 2003 | Socorro              | LINEAR                      |
| 143905 -           | 2003 YS62              | 19 de desembre de 2003 | Socorro              | LINEAR                      |
| 143906 -           | 2003 YW62              | 19 de desembre de 2003 | Socorro              | LINEAR                      |
| 143907 -           | 2003 YV63              | 19 de desembre de 2003 | Socorro              | LINEAR                      |
| 143908 -           | 2003 YR65              | 19 de desembre de 2003 | Socorro              | LINEAR                      |
| 143909 -           | 2003 YS66              | 20 de desembre de 2003 | Socorro              | LINEAR                      |
| 143910 -           | 2003 YD69              | 20 de desembre de 2003 | Socorro              | LINEAR                      |
| 143911 -           | 2003 YJ69              | 20 de desembre de 2003 | Socorro              | LINEAR                      |
| 143912 -           | 2003 YN70              | 19 de desembre de 2003 | Socorro              | LINEAR                      |
| 143913 -           | 2003 YF74              | 18 de desembre de 2003 | Socorro              | LINEAR                      |
| 143914 -           | 2003 YA75              | 18 de desembre de 2003 | Socorro              | LINEAR                      |
| 143915 -           | 2003 YC79              | 18 de desembre de 2003 | Socorro              | LINEAR                      |
| 143916 -           | 2003 YE79              | 18 de desembre de 2003 | Socorro              | LINEAR                      |
| 143917 -           | 2003 YN79              | 18 de desembre de 2003 | Socorro              | LINEAR                      |
| 143918 -           | 2003 YP79              | 18 de desembre de 2003 | Socorro              | LINEAR                      |
| 143919 -           | 2003 YW80              | 18 de desembre de 2003 | Socorro              | LINEAR                      |
| 143920 -           | 2003 YF82              | 18 de desembre de 2003 | Socorro              | LINEAR                      |
| 143921 -           | 2003 YW85              | 19 de desembre de 2003 | Socorro              | LINEAR                      |
| 143922 -           | 2003 YU87              | 19 de desembre de 2003 | Socorro              | LINEAR                      |
| 143923 -           | 2003 YE89              | 19 de desembre de 2003 | Socorro              | LINEAR                      |
| 143924 -           | 2003 YH89              | 19 de desembre de 2003 | Socorro              | LINEAR                      |
| 143925 -           | 2003 YO89              | 19 de desembre de 2003 | Socorro              | LINEAR                      |
| 143926 -           | 2003 YX89              | 19 de desembre de 2003 | Kitt Peak            | Spacewatch                  |
| 143927 -           | 2003 YE90              | 19 de desembre de 2003 | Kitt Peak            | Spacewatch                  |
| 143928 -           | 2003 YU90              | 20 de desembre de 2003 | Socorro              | LINEAR                      |
| 143929 -           | 2003 YP91              | 20 de desembre de 2003 | Socorro              | LINEAR                      |
| 143930 -           | 2003 YP98              | 19 de desembre de 2003 | Kitt Peak            | Spacewatch                  |
| 143931 -           | 2003 YD102             | 19 de desembre de 2003 | Socorro              | LINEAR                      |
| 143932 -           | 2003 YF102             | 19 de desembre de 2003 | Socorro              | LINEAR                      |
| 143933 -           | 2003 YC104             | 21 de desembre de 2003 | Socorro              | LINEAR                      |
| 143934 -           | 2003 YD105             | 21 de desembre de 2003 | Socorro              | LINEAR                      |
| 143935 -           | 2003 YE105             | 22 de desembre de 2003 | Socorro              | LINEAR                      |
| 143936 -           | 2003 YR105             | 22 de desembre de 2003 | Socorro              | LINEAR                      |
| 143937 -           | 2003 YK106             | 22 de desembre de 2003 | Socorro              | LINEAR                      |
| 143938 -           | 2003 YV106             | 22 de desembre de 2003 | Catalina             | CSS                         |
| 143939 -           | 2003 YC107             | 22 de desembre de 2003 | Kitt Peak            | Spacewatch                  |
| 143940 -           | 2003 YW113             | 24 de desembre de 2003 | Socorro              | LINEAR                      |
| 143941 -           | 2003 YE115             | 27 de desembre de 2003 | Socorro              | LINEAR                      |
| 143942 -           | 2003 YF115             | 27 de desembre de 2003 | Socorro              | LINEAR                      |
| 143943 -           | 2003 YH115             | 27 de desembre de 2003 | Socorro              | LINEAR                      |
| 143944 -           | 2003 YP115             | 27 de desembre de 2003 | Socorro              | LINEAR                      |
| 143945 -           | 2003 YZ115             | 27 de desembre de 2003 | Socorro              | LINEAR                      |
| 143946 -           | 2003 YB117             | 27 de desembre de 2003 | Socorro              | LINEAR                      |
| 143947 -           | 2003 YQ117             | 26 de desembre de 2003 | Haleakala            | NEAT                        |
| 143948 -           | 2003 YJ118             | 23 de desembre de 2003 | Socorro              | LINEAR                      |
| 143949 -           | 2003 YO119             | 27 de desembre de 2003 | Socorro              | LINEAR                      |
| 143950 -           | 2003 YR120             | 27 de desembre de 2003 | Socorro              | LINEAR                      |
| 143951 -           | 2003 YC121             | 27 de desembre de 2003 | Socorro              | LINEAR                      |
| 143952 -           | 2003 YL121             | 28 de desembre de 2003 | Socorro              | LINEAR                      |
| 143953 -           | 2003 YL122             | 27 de desembre de 2003 | Kitt Peak            | Spacewatch                  |
| 143954 -           | 2003 YY122             | 27 de desembre de 2003 | Socorro              | LINEAR                      |
| 143955 -           | 2003 YC123             | 27 de desembre de 2003 | Socorro              | LINEAR                      |
| 143956 -           | 2003 YL123             | 27 de desembre de 2003 | Haleakala            | NEAT                        |
| 143957 -           | 2003 YB125             | 27 de desembre de 2003 | Socorro              | LINEAR                      |
| 143958 -           | 2003 YD126             | 27 de desembre de 2003 | Socorro              | LINEAR                      |
| 143959 -           | 2003 YG126             | 27 de desembre de 2003 | Socorro              | LINEAR                      |
| 143960 -           | 2003 YX126             | 27 de desembre de 2003 | Socorro              | LINEAR                      |
| 143961 -           | 2003 YU128             | 27 de desembre de 2003 | Socorro              | LINEAR                      |
| 143962 -           | 2003 YT129             | 27 de desembre de 2003 | Socorro              | LINEAR                      |
| 143963 -           | 2003 YA130             | 27 de desembre de 2003 | Socorro              | LINEAR                      |
| 143964 -           | 2003 YD130             | 27 de desembre de 2003 | Socorro              | LINEAR                      |
| 143965 -           | 2003 YC133             | 28 de desembre de 2003 | Socorro              | LINEAR                      |
| 143966 -           | 2003 YE133             | 28 de desembre de 2003 | Socorro              | LINEAR                      |
| 143967 -           | 2003 YR134             | 28 de desembre de 2003 | Socorro              | LINEAR                      |
| 143968 -           | 2003 YN136             | 17 de desembre de 2003 | Kitt Peak            | Spacewatch                  |
| 143969 -           | 2003 YS136             | 18 de desembre de 2003 | Palomar              | NEAT                        |
| 143970 -           | 2003 YJ138             | 27 de desembre de 2003 | Socorro              | LINEAR                      |
| 143971 -           | 2003 YV138             | 27 de desembre de 2003 | Socorro              | LINEAR                      |
| 143972 -           | 2003 YK142             | 28 de desembre de 2003 | Socorro              | LINEAR                      |
| 143973 -           | 2003 YP142             | 28 de desembre de 2003 | Kitt Peak            | Spacewatch                  |
| 143974 -           | 2003 YA143             | 28 de desembre de 2003 | Socorro              | LINEAR                      |
| 143975 -           | 2003 YP143             | 28 de desembre de 2003 | Socorro              | LINEAR                      |
| 143976 -           | 2003 YG144             | 28 de desembre de 2003 | Socorro              | LINEAR                      |
| 143977 -           | 2003 YM145             | 28 de desembre de 2003 | Socorro              | LINEAR                      |
| 143978 -           | 2003 YS145             | 28 de desembre de 2003 | Socorro              | LINEAR                      |
| 143979 -           | 2003 YF146             | 28 de desembre de 2003 | Socorro              | LINEAR                      |
| 143980 -           | 2003 YT148             | 29 de desembre de 2003 | Socorro              | LINEAR                      |
| 143981 -           | 2003 YH150             | 29 de desembre de 2003 | Socorro              | LINEAR                      |
| 143982 -           | 2003 YK150             | 29 de desembre de 2003 | Anderson Mesa        | LONEOS                      |
| 143983 -           | 2003 YE152             | 29 de desembre de 2003 | Socorro              | LINEAR                      |
| 143984 -           | 2003 YZ152             | 29 de desembre de 2003 | Catalina             | CSS                         |
| 143985 -           | 2003 YT153             | 29 de desembre de 2003 | Catalina             | CSS                         |
| 143986 -           | 2003 YB154             | 29 de desembre de 2003 | Catalina             | CSS                         |
| 143987 -           | 2003 YS154             | 29 de desembre de 2003 | Socorro              | LINEAR                      |
| 143988 -           | 2003 YT154             | 29 de desembre de 2003 | Socorro              | LINEAR                      |
| 143989 -           | 2003 YY158             | 17 de desembre de 2003 | Socorro              | LINEAR                      |
| 143990 -           | 2003 YN175             | 19 de desembre de 2003 | Kitt Peak            | Spacewatch                  |
| 143991 -           | 2003 YO179             | 17 de desembre de 2003 | Mauna Kea            | Mauna Kea                   |
| 143992 -           | 2004 AF                | Socorro                | LINEAR               |                             |
| 143993 -           | 2004 AG2               | 13 de gener de 2004    | Anderson Mesa        | LONEOS                      |
| 143994 -           | 2004 AU2               | 13 de gener de 2004    | Anderson Mesa        | LONEOS                      |
| 143995 -           | 2004 AJ3               | 13 de gener de 2004    | Anderson Mesa        | LONEOS                      |
| 143996 -           | 2004 AN3               | 13 de gener de 2004    | Anderson Mesa        | LONEOS                      |
| 143997 -           | 2004 AU3               | 13 de gener de 2004    | Anderson Mesa        | LONEOS                      |
| 143998 -           | 2004 AQ4               | 12 de gener de 2004    | Palomar              | NEAT                        |
| 143999 -           | 2004 AR4               | 12 de gener de 2004    | Palomar              | NEAT                        |
| 144000 -           | 2004 AV4               | 12 de gener de 2004    | Palomar              | NEAT                        |